# Microsoft

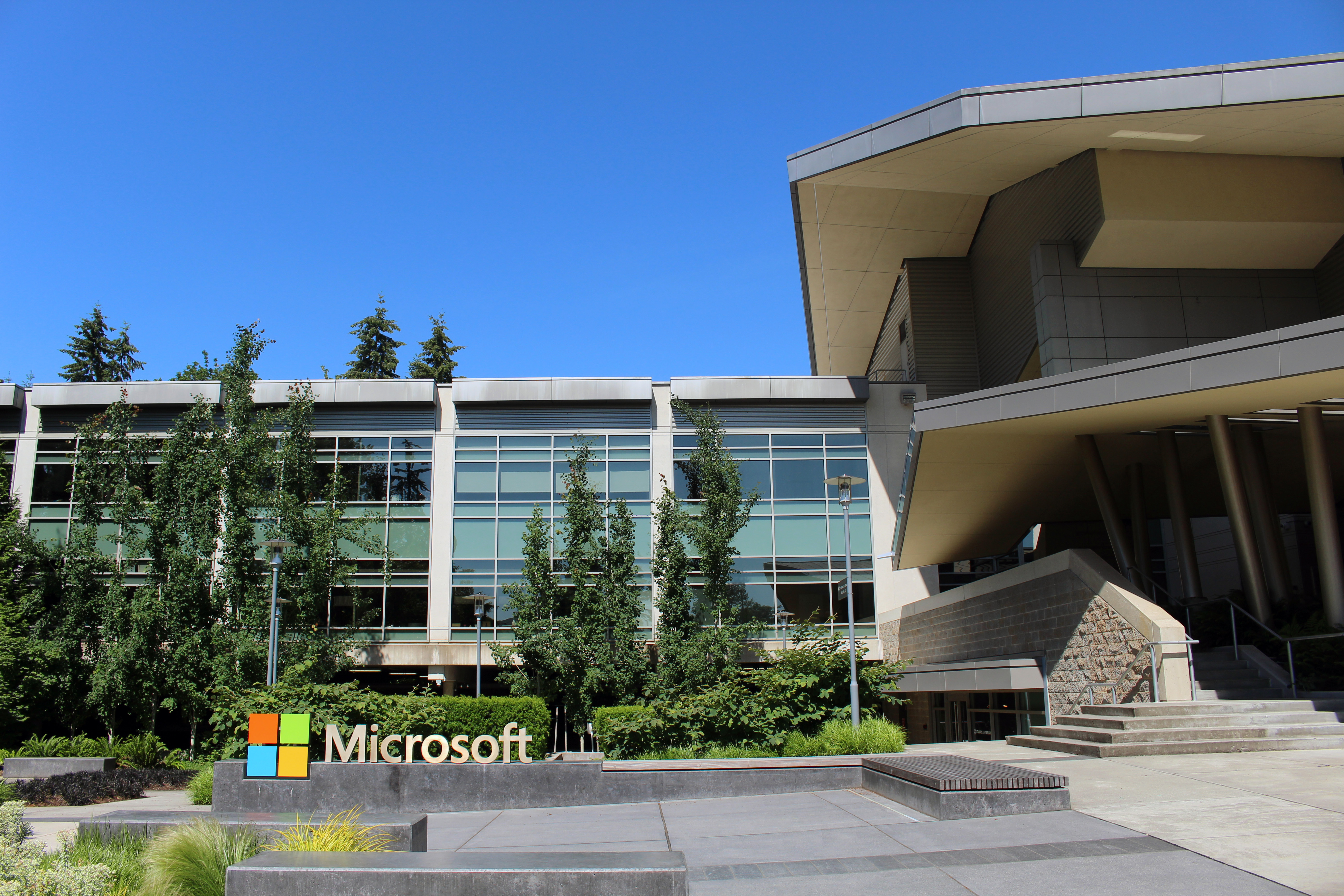
Gebäude Nr. 92 auf dem Microsoft Campus in Redmond, Washington

Die Microsoft Corporation [ˈmaɪ.kɹoʊ.sɒft] ist ein US-amerikanischer international tätiger Hard- und Softwareentwickler und ein Technologieunternehmen mit Sitz in Redmond, einer Stadt im Großraum Seattle im US-Bundesstaat Washington. Mit etwa 221.000 Mitarbeitern (Stand: 2023) und einem Umsatz von 221 Milliarden US-Dollar (Stand: 2023) ist das Unternehmen weltweit der größte Softwarehersteller und eines der größten Unternehmen überhaupt. Seit dem 4. Februar 2014 ist Satya Nadella Chief Executive Officer (CEO). Das Unternehmen ist unter anderem bekannt für sein Betriebssystem Windows, das Büro-Softwarepaket Office, die Tablet-PC-Familie Microsoft Surface und die Videospiel-Marke Xbox.
Microsoft wurde am 4. April 1975 von Bill Gates und Paul Allen in Albuquerque (New Mexico) gegründet. Das Unternehmen zog am 1. Januar 1979 nach Bellevue (Washington) um. Am 26. Februar 1986 zog das Unternehmen auf den heutigen Platz, den Firmencampus in Redmond (Washington). Als Nachfolger von Gates war Steve Ballmer von 2000 bis 2014 CEO. Das Wort Microsoft ist ein Kofferwort aus englisch microcomputer und software.
Nach anfänglichen Erfolgen mit Microsoft BASIC, einem BASIC-Interpreter, der ab Ende der 1970er Jahre auch als Betriebssystem für 8-Bit-Heimcomputer eingesetzt wurde, stellte das Unternehmen 1981 sein Betriebssystem MS-DOS vor, das im Auftrag von IBM entwickelt worden war. Der IBM PC und dessen Nachbauten auf PC-Basis wurden in den 1980er Jahren vornehmlich mit diesem DOS-Betriebssystem ausgestattet. In den 1990er Jahren wurden das grafische Betriebssystem Windows und Microsofts Büro-Softwarepaket Office Marktführer im Bereich der Personal Computer. Von der Einführung des iPhones und dem darauf folgenden Boom von Mobilgeräten wie Smartphones und Tablets wurde Microsoft überrascht. In diesem Segment, wie auch mit einem eigenen MP3-Player, blieb Microsoft weitestgehend ohne Erfolge, während der PC-Markt schrumpfte. Mit der Einführung von Windows Azure baute Microsoft sein Segment im Cloud Computing aus.

## Marktposition

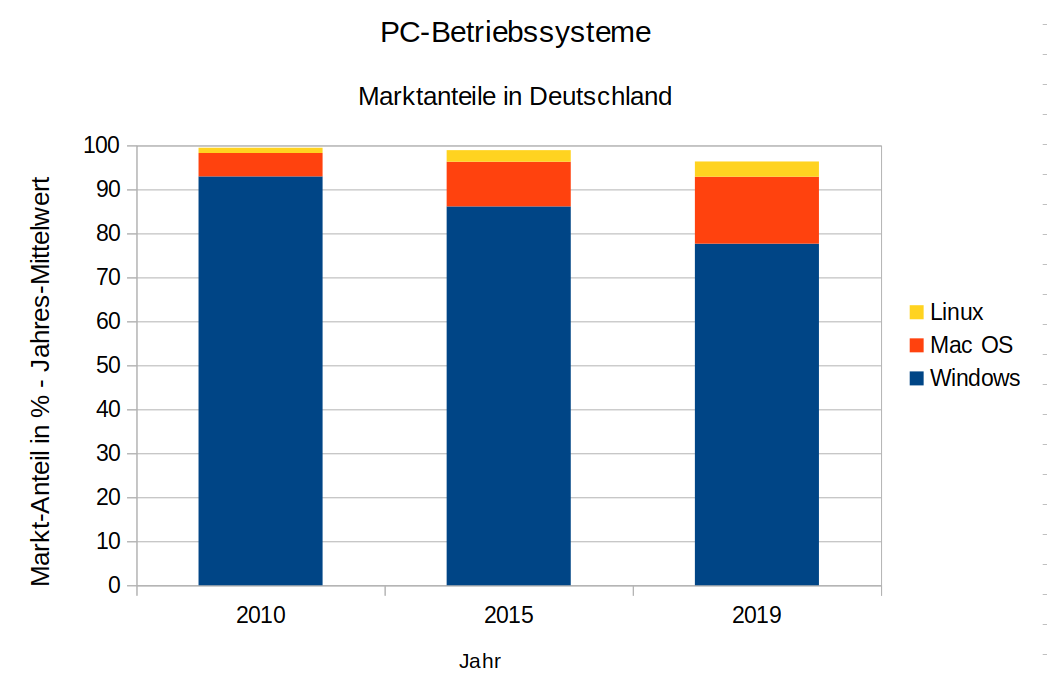
PC-Betriebssysteme: Marktanteile in Deutschland

### Marktanteil und Nutzerzahlen
Seit den 1990er Jahren ist Microsoft Marktführer bei PC-Betriebssystemen und Office-Paketen. Das Unternehmen ist zudem mit den Produkten Xbox, Xbox 360, Xbox One, Windows Mobile und Outlook.com (ehemals Hotmail) in der Unterhaltungs- und Dienstleistungsbranche vertreten. Während vor den 2010er-Jahren Microsoft den gesamten Markt der Betriebssysteme dominierte, spielt das Unternehmen mittlerweile nur noch im Bereich der Personal Computer eine dominante Rolle. Allerdings sinkt der Marktanteil auch in diesem Bereich (siehe Grafik). Im Jahr 2016 lag der weltweite Anteil des Windows-Betriebssystems am großen und wachsenden Smartphone- und Tablet-Markt bei unter 2 Prozent; im Bereich der Server kam Windows weltweit nur noch auf einen Anteil von rund einem Drittel, hinter dem am weitesten verbreiteten Server-Betriebssystem Linux und noch knapp vor den ähnlich weit verbreiteten Unix-Systemen.
Durch die marktbeherrschende Stellung von Microsoft auf dem Desktop-Markt und die große Bedeutung der Computertechnik allgemein beeinflusst das Unternehmen auch andere Bereiche wie etwa den Arbeitsmarkt oder die Sprache.

### Profitabilität und Marktkapitalisierung
Mit einer Umsatzrendite zwischen 25 und 33 Prozent zwischen 2005 und 2014 zählte Microsoft nach der Jahrtausendwende zu den besonders profitablen Aktiengesellschaften weltweit. Die extrem ungünstig verlaufene Übernahme der Handy-Sparte von Nokia im Frühjahr 2014 und die spätestens seit diesem Zeitpunkt einsetzende Flaute auf dem weltweiten Markt für Personal Computer hat jedoch die Profitabilität zuletzt stark reduziert (Umsatzrenditen 2015 und 2016: 13 Prozent respektive 19,7 Prozent). Microsoft gehört regelmäßig nach der Marktkapitalisierung laut der Liste Financial Times Global 500 zu den teuersten Unternehmen der Welt. Im Januar 2024 hatte Microsoft Apple als wertvollstes Unternehmen nach Marktkapitalisierung für kurze Zeit überholt, bevor der KI-Boom ausbrach.

### Umsatz- und Gewinnentwicklung
| Jahr | Angestellte | Umsatz in Mio. USD | Bilanzgewinn in Mio. USD |
| ---- | ----------- | ------------------ | ------------------------ |
| 2005 | 61.000      | 39.778             | 12.250                   |
| 2006 | 71.172      | 44.280             | 12.600                   |
| 2007 | 78.565      | 51.120             | 14.070                   |
| 2008 | 91.259      | 60.420             | 17.680                   |
| 2009 | 92.736      | 58.440             | 14.570                   |
| 2010 | 88.596      | 62.484             | 18.760                   |
| 2011 | 90.412      | 69.943             | 23.150                   |
| 2012 | 94.290      | 73.723             | 23.600                   |
| 2013 | 99.139      | 77.850             | 21.860                   |
| 2014 | 128.076     | 86.830             | 22.070                   |
| 2015 | 117.354     | 93.580             | 12.190                   |
| 2016 | 114.074     | 85.320             | 16.790                   |
| 2017 | 124.000     | 89.950             | 21.204                   |
| 2018 | 135.000     | 110.360            | 16.571                   |
| 2019 | 144.000     | 125.843            | 39.240                   |
| 2020 | 156.439     | 143.015            | 44.281                   |
| 2021 | 182.268     | 168.088            | 61.271                   |
| 2022 | 221.000     | 192.270            | 72.738                   |
| 2023 | 221.000     | 211.915            | 72.361                   |
| 2024 | 228.000     | 245.122            | 88.136                   |

## Akquisitionen
Im Januar 2022 gab Microsoft bekannt, dass das Unternehmen für rund 70 Milliarden US-Dollar den Spielehersteller Activision Blizzard kaufen möchte. Microsoft hat über 159 Milliarden US-Dollar für seine dreizehn größten Akquisitionen ausgegeben. Folgende Tabelle listet diese auf:
| Rang | Unternehmen                          | Übernommen für | Übernommen |
| ---- | ------------------------------------ | -------------- | ---------- |
| 01   | Activision Blizzard                  | 68,7 Mrd. USD  | 2022       |
| 02   | LinkedIn                             | 26,2 Mrd. USD  | 2016       |
| 03   | Nuance Communications                | 19,7 Mrd. USD  | 2021       |
| 04   | Skype                                | 08,5 Mrd. USD  | 2011       |
| 05   | GitHub                               | 07,5 Mrd. USD  | 2018       |
| 06   | ZeniMax Media                        | 07,5 Mrd. USD  | 2021       |
| 07   | Nokias „Devices & Services“-Geschäft | 07,2 Mrd. USD  | 2014       |
| 08   | aQuantive                            | 06,3 Mrd. USD  | 2007       |
| 09   | Mojang                               | 02,5 Mrd. USD  | 2014       |
| 10   | Visio Corporation                    | 01,5 Mrd. USD  | 2000       |
| 11   | Navision                             | 01,4 Mrd. USD  | 2002       |
| 12   | Yammer                               | 01,2 Mrd. USD  | 2012       |
| 13   | Fast Search & Transfer               | 01,2 Mrd. USD  | 2008       |

Die Investitionen in der Gaming-Branche, in der Microsoft seit 2021 verstärkt tätig ist, sollen die Stellung Microsofts im Bereich Gaming mit ihrer eigenen Tochter Xbox Game Studios weiter verstärken und einen vielfältigen Katalog mit Spieleinhalten aufbauen, um vor allem ihren hauseigenen Xbox Game Pass weiter auszubauen.
2024 gab Microsoft die Gründung der Global AI Infrastructure Investment Partnership (GAIIP), die unter Beteiligung von Blackrock, Global Infrastructure Partners (GIP) und der staatlichen Investmentfirma Abu Dhabis, MGX, bis zu 100 Milliarden US-Dollar in die Entwicklung und Infrastruktur ‚künstlicher Intelligenz‘ (KI) investieren soll.

## Organisationsstruktur
Nachdem CEO Steve Ballmer im Oktober 2012 seine Devices-and-Services-Strategie zur weiteren Entwicklung von Microsoft veröffentlicht hatte, gab er im Juli 2013 eine grundlegende organisatorische Neuausrichtung des Unternehmens bekannt.
Die erst 2008 eingeführten fünf Business Units wurden ersetzt durch:
- Cloud and Enterprise Engineering Group unter der Leitung von Scott Guthrie
- Devices and Studio Engineering unter der Leitung von Julie Larson-Green
- Operating Systems Engineering Group unter der Leitung von Terry Myerson
- Applications and Services Engineering unter der Leitung von Qi Lu

### Führungsebene
Eine Auflistung der Führungsebene:
| Name                   | Position                                              | Unternehmen |
| ---------------------- | ----------------------------------------------------- | ----------- |
| Satya Nadella          | Chief Executive Officer                               | Microsoft   |
| Judson Althoff         | Executive Vice President                              | Microsoft   |
| Chris Capossela        | Chief Marketing Officer und Executive Vice President  | Microsoft   |
| Jean-Philippe Courtois | President und Executive Vice President                | Microsoft   |
| Kurt DelBene           | Chief Digital Officer und Executive Vice President    | Microsoft   |
| Scott Guthrie          | Executive Vice President                              | Microsoft   |
| Kathleen Hogan         | Executive Vice President                              | Microsoft   |
| Amy Hood               | Chief Financial Officer und Executive Vice President  | Microsoft   |
| Rajesh Jha             | Executive Vice President                              | Microsoft   |
| Peggy Johnson          | Executive Vice President                              | Microsoft   |
| Kevin Scott            | Chief Technology Officer und Executive Vice President | Microsoft   |
| Harry Shum             | Executive Vice President                              | Microsoft   |
| Brad Smith             | President                                             | Microsoft   |
| Phil Spencer           | Executive Vice President                              | Microsoft   |

### Aufsichtsratsmitglieder
Eine Auflistung der Aufsichtsratsmitglieder:
| Name                     | Beigetreten    | Anstellung               |
| ------------------------ | -------------- | ------------------------ |
| Satya Nadella (Chairman) | Februar 2014   | Microsoft                |
| John W. Thompson         | Februar 2012   | —                        |
| Reid Hoffman             | März 2017      | Greylock Partners        |
| Hugh Johnston            | September 2017 | PepsiCo                  |
| Teri List                | Oktober 2014   | Gap Inc.                 |
| Sandra E. Peterson       | Dezember 2015  | Clayton, Dubilier & Rice |
| Penny Pritzker           | November 2017  | PSP Partners             |
| Charles W. Scharf        | Oktober 2014   | Wells Fargo & Company    |
| John W. Stanton          | Juli 2014      | Trilogy Partnerships     |
| Emma Walmsley            | Dezember 2019  | GlaxoSmithKline          |
| Padmasree Warrior        | Dezember 2015  | Fable Group Inc.         |

### Führungsebene der Tochterunternehmen
Eine Auflistung der Führungsebene der Tochterunternehmen:
| Name             | Position                                          | Unternehmen |
| ---------------- | ------------------------------------------------- | ----------- |
| Jeff Weiner      | Chief Executive Officer                           | LinkedIn    |
| Shannon Brayton  | Chief Marketing Officer                           | LinkedIn    |
| Nina McQueen     | Chief People Officer und Vice President           | LinkedIn    |
| Steve Sordello   | Chief Financial Officer und Senior Vice President | LinkedIn    |
| Thomas Dohmke    | Chief Executive Officer                           | GitHub      |
| Erica Brescia    | Chief Operating Officer                           | GitHub      |
| Carrie Olesen    | Chief Human Resources Officer                     | GitHub      |
| Mike Taylor      | Chief Financial Officer                           | GitHub      |
| Jason Warner     | Chief Technology Officer                          | GitHub      |
| Jonas Mårtensson | Chief Executive Officer                           | Mojang      |
| Vu Bui           | Chief Operating Officer                           | Mojang      |
| Karin Severinson | Chief Financial Officer                           | Mojang      |
| Daniel Frisk     | Chief Architect                                   | Mojang      |

### Aktionärsstruktur
Das Unternehmen liegt zu ca. 70 Prozent im Besitz institutioneller Anleger. Die 10 größten Anteilseigner werden, mit Stichtag 30. Juni 2022, in der folgenden Tabelle aufgelistet.
| Anteilseigner                   | Land               | Aktien        | Anteil  | Wert der Beteiligung |
| ------------------------------- | ------------------ | ------------- | ------- | -------------------- |
| The Vanguard Group              | Vereinigte Staaten | 628.109.007   | 8,42 %  | 161.317.236.267,81 $ |
| BlackRock Inc.                  | Vereinigte Staaten | 522.551.885   | 7,00 %  | 134.207.000.624,55 $ |
| State Street Corporation        | Vereinigte Staaten | 293.557.993   | 3,94 %  | 75.394.499.342,19 $  |
| FMR, LLC                        | Vereinigte Staaten | 207.201.641   | 2,78 %  | 53.215.597.458,03 $  |
| T. Rowe Price                   | Vereinigte Staaten | 195.859.819   | 2,63 %  | 50.302.677.313,77 $  |
| Geode Capital Management, LLC   | Vereinigte Staaten | 136.945.361   | 1,84 %  | 35.171.677.065,63 $  |
| Morgan Stanley                  | Vereinigte Staaten | 101.931.745   | 1,37 %  | 26.179.130.068,35 $  |
| Capital World Investors         | Vereinigte Staaten | 98.825.477    | 1,32 %  | 25.381.347.257,91 $  |
| JPMorgan Chase                  | Vereinigte Staaten | 91.034.485    | 1,22 %  | 23.380.386.782,55 $  |
| Capital International Investors | Vereinigte Staaten | 85.116.879    | 1,14 %  | 21.860.568.033,57 $  |
| Gesamt                          |                    | 2.361.134.292 | 31,66 % | 606.410.120.214,36 $ |

## Produkte
Microsoft bietet Betriebssysteme und Anwendungsprogramme sowie Hardware wie Mäuse, Joysticks (die Weiterentwicklung von Sidewinder-Gamepads und Joysticks wurde eingestellt), Tastaturen und andere Eingabegeräte an, außerdem (seit der Übernahme von Navision) ERP-Software. Seit 2001 bietet Microsoft unter der Marke Xbox auch Spielkonsolen an. Weiterhin verkauft Microsoft das Betriebssystem Windows Phone und als Nachfolger Windows 10 Mobile für den Mobilfunkmarkt. Von 2006 bis 2011 baute Toshiba im Auftrag von Microsoft den MP3-Player Zune. Im dazugehörigen Zune Marketplace, ähnlich dem iTunes Store, bot Microsoft Musiktitel an, in dem sogenannte Microsoft Points als Zahlungsmittel dienten. 2012 startete Microsoft als Ersatz für den Zune Marketplace den Dienst Xbox Music. Seit 2015 heißt der Dienst Groove Music. Unter dem Namen Microsoft Surface bietet Microsoft Tablets an, in denen die Hardware mit der Software gebündelt ausgeliefert wird. Microsoft Education bietet für alle Zwecke in der digitalen Bildung Software an, wovon besonders Microsoft Teams im Distanzlernen nachgefragt wird.

### Betriebssysteme
Von dem heutigen Hauptprodukt des Konzerns, Microsoft Windows, gab es bis 2001 zwei Linien:
- Die auf MS-DOS beruhenden Systeme (Windows 1 bis Windows 3.0, Windows 3.1, Windows 3.11 für Workgroups, Windows 95 (4.0), welches erstmals (teilweise) auf 32-Bit-Architektur basierte und eine neue Benutzeroberfläche einführte, Windows 98 (4.1) und Windows ME (4.9)). Mit dem Erscheinen von Windows XP wurde die alte, auf MS-DOS basierende Linie nicht mehr fortgeführt, auch deren Unterstützung wurde mittlerweile eingestellt.[33]
- Die sogenannte NT-Schiene (New Technology). Diese stammt aus einer Entwicklung von IBMs OS/2 und nannte sich fortan eigenständig Windows NT (mit den Versionen 3.1, 3.5, 3.51 und 4.0). 1996 übernahm man dabei auch das Aussehen der Benutzeroberfläche von Windows 95. Einige Zeit später folgten dann Windows 2000 (NT 5.0), Windows XP (NT 5.1) und Windows Server 2003 (NT 5.2). Am 29. Januar 2007[34] brachte Microsoft Windows Vista (NT 6.0, auch Longhorn) heraus.[35] Der Nachfolger Windows 7 (NT 6.1) wurde am 22. Oktober 2009 veröffentlicht. Auf Basis dieser Technologie erschienen im weiteren Verlauf auch alle aktuelleren Betriebssysteme von Microsoft:
  - Am 18. Oktober 2013 erschien Windows 8.1 (NT 6.3).
  - Am 2. Oktober 2019 wurde beim Surface Event ein neues Betriebssystem für Tablets vorgestellt: Windows 10X soll 2020 mit den neuen Surface Neo erscheinen. Es sollen auch Laptops unterstützt werden.[36]
  - Die aktuelle Version von Microsoft Windows wurde am 30. September 2014 vorgestellt. Windows 10 ist seit 29. Juli 2015 erhältlich. Windows 7- und Windows 8-Benutzer waren ein Jahr lang kostenlos berechtigt, auf Windows 10 umzusteigen.
  - Ende Juni 2021 stellte Microsoft Windows 11 vor, das seit dem 5. Oktober 2021 verfügbar ist.[37]

Da PCs allmählich Einzug in das Wohnzimmer nahmen, entwickelte Microsoft die Betriebssystem-Variante Windows XP Media Center Edition (Windows MCE), mit der ein normaler PC mit entsprechender Hardware zum Media Center umfunktioniert werden kann. Windows XP Media Center Edition basiert auf Windows XP, wurde jedoch um spezifische Funktionen (wie Aufnahmefunktion von Filmen, Programmzeitschrift etc.) erweitert.
Des Weiteren vertrieb das Unternehmen ab 2002 das Betriebssystem Windows Mobile, das auf mobilen Geräten zum Einsatz kam. Dieses wurde 2010 durch das neu entwickelte Windows Phone ersetzt; letzteres wurde wiederum vom neuen Nachfolger Windows 10 Mobile Anfang 2016 abgelöst.
Seit 2007 vertreibt Microsoft die Linux-Distribution Suse Linux Enterprise. Nach Angaben von Heise habe Microsoft mit dem Verkauf von Coupons im Wert von 240 Millionen US-Dollar Platz 3 der Linux-Anbieter erklommen.
Auf den meisten PCs ist ein Betriebssystem von Microsoft (69,43 % Marktanteil) installiert. Die einzigen bedeutenden Alternativen sind Apple mit dem eigenen Betriebssystem macOS (17,2 % Marktanteil), Google mit ChromeOS (3,24 % Marktanteil) sowie diverse Linux-Distributionen (2,86 % Marktanteil).

### Anwendungsprogramme
Die bekanntesten Anwendungsprogramme von Microsoft sind:
- Microsoft Word (Textverarbeitung)
- Microsoft Excel (Tabellenkalkulation)
- Microsoft Access (Datenbankverwaltungssystem)
- Microsoft Outlook (Personal-Information-Management-Programm (Kalender, Aufgaben, Kontakte, E-Mail))
- Microsoft PowerPoint (multimediales Präsentationsprogramm)
- Microsoft Publisher (Desktop-Publishing-Programm)
- Microsoft Project (Projektmanagement)
- Microsoft OneNote (Notizverwaltung, seit Office 2003)
- Microsoft Visio (Illustrationsprogramm)
- Internet Explorer (Webbrowser)
- Microsoft Edge (Webbrowser)
- Virtual PC (Computeremulator)
- Windows Live Messenger (Web-Chat)
- Skype
- Microsoft Mathematics
- Microsoft Teams
- Microsoft To Do
- Microsoft Loop
- Microsoft PC Manager

Die Büro-Programme Microsoft Word, Excel, Access, Outlook, PowerPoint und Publisher werden zusammen als sogenanntes Office-Paket verkauft. Die neueste Version von Microsoft Office ist Office 2024 für Windows sowie Mac. Das Microsoft Office-Paket wird in verschiedenen Editionen angeboten, die sich in Umfang und Preis sehr unterscheiden.

### Serverprodukte
Einige bekannte Serverprodukte von Microsoft sind (alphabetisch sortiert):
- BizTalk Server
- Exchange Server (E-Mail- und Groupware-Server)
- Microsoft Internet Information Services (HTTP, FTP- und SMTP-Server)
- Internet Security and Acceleration Server (Firewall und Proxy)
- Office Communications Server
- Operations Manager
- Project Server
- SQL Server (Datenbankserver)
- Systems Management Server
- Windows Server
- Windows Server Update Services
- SharePoint
- Windows Small Business Server
- Windows Storage Server

### Entwicklungsumgebungen, Frameworks und Compiler
- Integrierte Entwicklungsumgebungen
  - Visual Studio
  - Visual Studio Code
- Software Development Kits
  - Win32 SDK
  - Visual Studio SDK
- .NET-Softwareplattform
  - .NET Core
  - .NET Framework
  - .NET Compact Framework für Mobile Geräte (PDAs und Smartphones)
  - .NET Micro Framework
- Compiler und Programmiersprachen
  - Visual C++ (C++)
  - .NET Compiler Platform (C#, Visual Basic .NET)
  - TypeScript
- Versionskontrolle
  - Visual SourceSafe
  - Team Foundation Server
- XNA Technik zur Spieleentwicklung

Im März 2004 veröffentlichte Microsoft den Windows Installer XML als freie Software. 

### Fernsehplattform

Logo von Microsoft Mediaroom

Microsoft Mediaroom (früher „Microsoft IPTV-Edition“) ist eine auf IP-Netzwerken basierende Fernsehplattform. Über Microsoft Mediaroom ausgestrahlte Fernsehsender können nur von einer Set-Top-Box mit Microsoft-Mediaroom-Betriebssystem oder Microsofts Xbox 360 empfangen werden. Mediaroom-Endgeräte unterstützen keinen Empfang über den Standard DVB-IPTV. Mediaroom wird genutzt von BT (UK), SingTel (Singapur), Telekom Entertain (Deutschland), Portugal Telecom (Portugal), Swisscom (Schweiz), AT&T (Vereinigte Staaten), Reliance (Indien) und MTS Allstream (Kanada). 2013 verkaufte Microsoft Mediaroom an das schwedische Unternehmen Ericsson.

### Services
Microsoft bietet weltweit IT-Consulting und Supportdienstleistungen an, um Kunden und Partnerunternehmen bei Planung, Betrieb und Optimierung ihrer IT-Infrastruktur auf Basis von Microsoft-Produkten zu unterstützen. Microsoft Services beschäftigt über 9720 Mitarbeiter in 88 Ländern und 7 regionalen Servicecentern. Die Absicherung geschäftskritischer IT-Systeme sowie weitere Beratungsdienstleistungen zur Fehlervermeidung werden dabei unter dem Label Microsoft Premier Support Services angeboten, während Themen wie Fortschreibung oder Neubewertung einer IT-Architektur, projektspezifische Beratung und Kernelinfrastruktur unter den Microsoft Consulting Services angeboten werden. Mit Azure bietet Microsoft seit 2010 eine Cloud-Computing-Plattform für Everything as a Service (EaaS).

### Microsoft Gaming
Microsoft Gaming (ehemals Microsoft Studios bzw. Xbox Game Studios) ist ein Unternehmensbereich von Microsoft, der auf die Entwicklung und den Vertrieb von Videospielen und zugehöriger Hardware fokussiert ist. Dazu gehören unter anderem die Spielekonsole Xbox und das Abonnementmodell Xbox Game Pass. Zuletzt wurden die Firmen ZeniMax Media und Activision Blizzard übernommen. Wichtige Marken von Microsoft Gaming sind Halo, Gears of War, Forza, Minecraft, Wolfenstein, Banjo-Kazooie, Spyro, The Elder Scrolls, Fallout, Doom, Age of Empires, Candy Crush, Warcraft, Starcraft, Diablo, Overwatch und Call of Duty. Microsoft Gaming hat insgesamt 32 Entwicklungsstudios, aufgeteilt in die Sparten Xbox Game Studios, ZeniMax Media und Activision Blizzard.

### Literatur

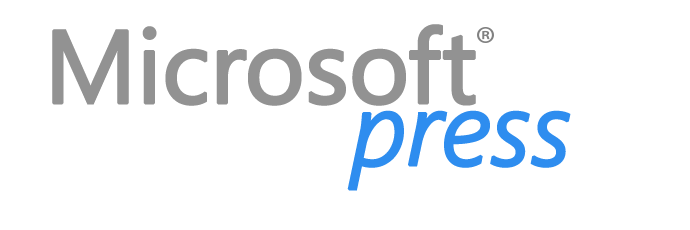
Aktuelles Logo von Microsoft Press

### Virtualisierungen
- Hyper-V
- Microsoft Intune
- Microsoft Virtual Server
- Virtual PC

### Mobiltechnik/-Software
Microsoft bot Hardware und Software für mobile Anwendungen an, zum Beispiel den MP3-Player Zune, das Mobilbetriebssystem Windows Phone, Windows Mobile sowie das relativ erfolglose Microsoft KIN. Im September 2013 kaufte Microsoft für 5,44 Mrd. Euro die Mobilfunksparte des finnischen Herstellers Nokia, mit dem bereits zuvor eine strategische Partnerschaft eingegangen worden war. Am 25. April 2014 wurde die Übernahme abgeschlossen, seitdem fungierte die Handyproduktion als Tochtergesellschaft unter dem Namen Microsoft Mobile.

## Geschichte

### Anfänge

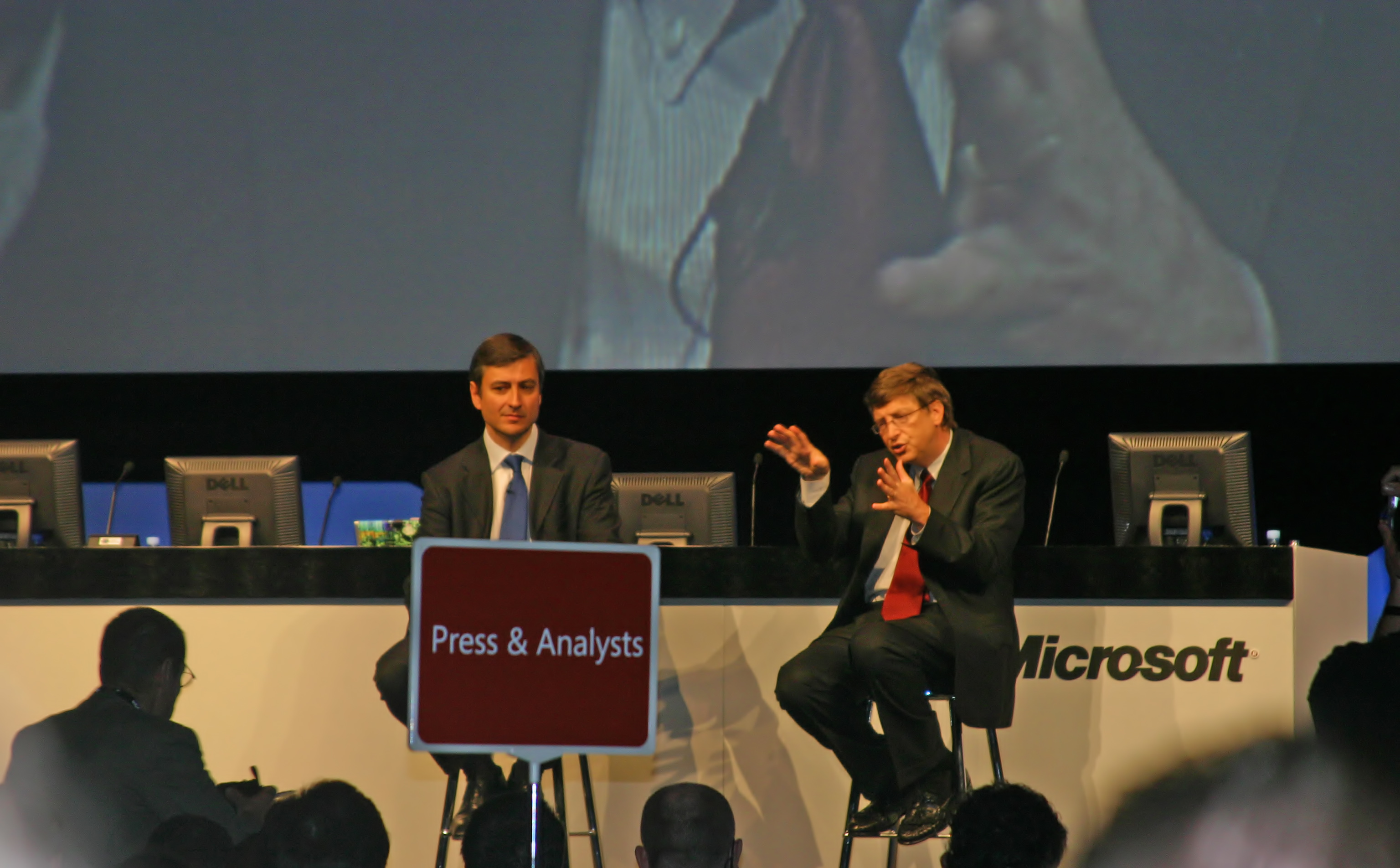
Bill Gates 2004 in Kopenhagen

1975 entwickelte der Student Bill Gates zusammen mit Paul Allen und Monte Davidoff auf einem von Paul Allen programmierten Emulator für den Prozessor Intel 8080 die Programmiersprache Altair BASIC 2.0 für den Computer Altair 8800 des Unternehmens MITS (Micro Instrumentation Telemetry Systems). Die Software war zunächst in zwei Versionen verfügbar: Altair BASIC 4K und Altair BASIC 8K. Am 22. Juli 1975 schlossen Gates und Allen einen Distributionsvertrag mit dem Unternehmen MITS in Albuquerque ab. Neben einer einmaligen Zahlung in Höhe von 3.000 Dollar sah der Vertrag vor, dass Gates und Allen für jedes 4K-BASIC 30 Dollar, für das 8K-BASIC 35 Dollar und für die Extended Edition (BASIC mit Handbuch) sogar 60 Dollar erhalten sollten, wenn ein Altair-Käufer die Software zusammen mit dem Bausatz bestellte, aus dem der Altair 8800 erst zusammengelötet werden musste.
Der Name „Micro-Soft“ entstand am 29. November 1975, als sich Gates und Allen um eine Werbekampagne Gedanken machen mussten.
Als „General Licensors“ erhielten sie zusätzliche 10 Dollar für jedes BASIC oberhalb der 8K-Version, welches zusammen mit dem Rechner bestellt wurde. Kunden, die schon einen solchen Altair zusammengebaut hatten, ohne die Software gleich dazu zu erwerben, bezahlten 500 Dollar für Altair BASIC 4K oder 750 Dollar für die 8K-Version, um ihren Rechner damit überhaupt erst funktionsfähig zu machen. Gates und Allen erhielten von diesem Umsatz von MITS als Lizenzgeber die Hälfte. Der Vertrag mit MITS war auf 180.000 Dollar begrenzt. Er enthielt eine Klausel, nach welcher Microsoft das Recht zugesprochen wurde, die Software an weitere Computerhersteller zu verkaufen. MITS verlangte dafür Tantiemen. Eine weitere Klausel verpflichtete das junge Unternehmen dazu, einen telefonischen Kundendienst mit einer Person einzurichten, sobald der Umsatz 2.500 Dollar im Monat überstieg. Eine zweite Person wurde nötig, sobald 5.000 Dollar Umsatz pro Monat erreicht wurden. Das hatte zur Folge, dass Bill Gates sein Studium nicht fortsetzen konnte.
Gates und Allen schlossen untereinander einen Vertrag ab, welcher die Aufgaben im Unternehmen und die Gewinnausschüttung regelte. Monte Davidoff, der die Gleitkommafunktionen von Altair BASIC programmiert hatte, wurde mit einmalig 2.400 Dollar ausgezahlt. Gates und Allen teilten sich im ersten Monat einen Verdienst von 1.516 Dollar.
Die Entwicklung von Altair BASIC 3.0 verlangte, wie schon bei der Version 2.0, aufgrund des kleinen Speichers des Altairs ein besonderes Programmiergeschick. Bill Gates musste zu ungewöhnlichen Methoden greifen, um den Speicherbedarf so weit wie möglich zu reduzieren. Spätere Microsoft-Mitarbeiter sollte dieser Gates-Code noch oft zur Verzweiflung treiben, wenn sie ihn zu Wartungszwecken zu überarbeiten hatten. Gleichzeitig waren diese Programmiermethoden aber auch hilfreich, um anderen Softwareherstellern die illegale Verwendung von Programmteilen von Microsoft nachzuweisen, denn Gates war der einzige, der den Code erklären konnte.
Die Entwicklungskosten für Altair BASIC beliefen sich auf 40.000 Dollar. Die größten Kosten verursachte hierbei die eingekaufte Rechenzeit auf den Großrechnern eines Rechenzentrums, in welchem Allen zunächst einen Emulator für den Intel 8080 entwickelte, um das BASIC überhaupt in Angriff nehmen zu können. Um Kosten zu sparen, entwarf Gates große Teile des BASIC zunächst mit Bleistift auf einem Notizblock.
In Anbetracht dieser Kosten ist die Verärgerung von Bill Gates kaum verwunderlich, als bereits vor dem offiziellen Erscheinen von Altair BASIC 50 Kopien einer Beta-Version in Umlauf gelangten.
Microsoft entwickelte aus Altair BASIC einen eigenen BASIC-Interpreter namens Microsoft BASIC, der durch seine Implementierungen auf den verschiedenen damaligen Homecomputern rasch bekannt wurde. Andere Hersteller lizenzierten den Code des Microsoft BASIC und entwickelten ihn selbständig weiter (z. B. Apple und Commodore), oder sie entwickelten Alternativen mit einer zu Microsoft BASIC weitgehend kompatiblen Syntax (z. B. Atari); beide Strategien trugen so zu einer weiteren Verbreitung dieser Sprache bei. Die Verbreitung von BASIC war so groß, dass praktisch jedem damals verkauften Computersystem ein BASIC zur Verfügung stand.
Neben dem BASIC-Interpreter entwickelte Microsoft in diesen Jahren auch Compiler u. a. für BASIC, Fortran und COBOL. Diese basierten zunächst noch auf dem CP/M-Betriebssystem.
Später versuchte Microsoft in Zusammenarbeit mit anderen Unternehmen, einen Homecomputer-Standard namens MSX einzuführen, der sich gegen die Vielzahl von untereinander inkompatiblen Homecomputern durchsetzen sollte. Er war vorübergehend insbesondere in Europa und Japan erfolgreich. Die folgende Entwicklung setzte jedoch der Ära der Homecomputer ebenso ein Ende wie dem MSX.
Darüber hinaus bot Microsoft 1980 mit Xenix auch ein Unix-artiges Betriebssystem an. Aufgrund des für die damalige Zeit großen Ressourcenhungers dieses Systems stellte Microsoft die Weiterentwicklung ein und verkaufte es 1987 an SCO.
Die Geschäfte mit BASIC und den anderen Programmiersprachen liefen in den Jahren 1979–1980 nicht besonders gut. Um einen zusätzlichen Kundenkreis zu erschließen, hatte Microsoft sogar die „Microsoft Softcard“ produziert, eine Erweiterungskarte mit einem Z80-Prozessor für den sehr erfolgreichen Apple-II-Computer, welche es dem Apple-Computer ermöglichte, die für CP/M geschriebene Software von Microsoft laufen zu lassen. Die Karte wurde jedoch schnell ein wichtiger eigenständiger Umsatzbringer für das junge Unternehmen und übertraf die Programmiersprachen an Bedeutung, da viele Käufer mit dem Kauf vor allem die Möglichkeit suchten, die erfolgreichen CP/M-basierten Büroprogramme anderer Unternehmen zu nutzen, wie beispielsweise WordStar. Hier zeichnete sich bereits ab, dass der Markt für fertige Anwendungsprogramme den für Programmiersprachen im Umsatzpotenzial auf längere Sicht weit überstieg. Aufgrund dieser Erkenntnis begann Microsoft, den fast ausschließlichen Fokus auf Programmiersprachen aufzugeben.

### Entwicklung von MS-DOS für IBM
Der kometenhafte Aufstieg von Microsoft begann erst durch eine Kooperation mit IBM. IBM benötigte 1980 aufgrund ihres verspäteten Einstiegs in das Homecomputer-Geschäft mit ihrem IBM PC möglichst rasch ein Betriebssystem und wandte sich an Bill Gates’ Unternehmen. Microsoft hatte jedoch kein eigenes Betriebssystem, und Gates schickte die Unterhändler von IBM daher zu Digital Research, welche CP/M entwickelte und vertrieb. Doch Gary Kildall, der Chef und Gründer von Digital Research, war nicht anwesend. IBM unterhielt sich daher mit Kildalls Ehefrau Dorothy. IBM legte ihr lediglich eine Geheimhaltungserklärung über die Kaufabsichten von IBM zur Unterschrift vor, um die Verhandlungen zu vertagen, doch Dorothy Kildall zögerte und wollte nichts unterschreiben, solange ihr Mann nicht zurück sei. Nachdem die Unterhändler von IBM drei Stunden vergeblich gewartet hatten, verließen sie schließlich Kildalls Büro wieder.
Bill Gates’ Mutter Mary hatte über die Wohltätigkeitsorganisation „United Way“, in welcher sie im Vorstand war, Kontakte zu John R. Opel, dem Präsidenten von IBM. Über diese Verbindung bereitete sie für ihren Sohn den Weg zu „Big Blue“. Zunächst wollte Bill Gates von einem Geschäft mit IBM absehen, doch nach einer Besprechung mit Allen wandte Microsoft sich schließlich an IBM und schloss einen Vertrag über 186.000 Dollar für ein Betriebssystem ab, das den Grundstein des Erfolges von Microsoft legte und dessen historische Bedeutung wohl keiner der damals Beteiligten ahnte. Microsoft kaufte zwei Tage später für 50.000 Dollar von dem Unternehmen Seattle Computer Products das Betriebssystem 86-DOS, eine CP/M-Variante, die während der Entwicklung zunächst noch als QDOS („quick and dirty operating system“) bezeichnet wurde. Den Programmierer Tim Paterson kaufte man gleich mit ein und verpflichtete ihn für Microsoft. QDOS war im Grunde eine Imitation von CP/M und hatte einige Funktionen direkt daraus entnommen. Paterson, Gates und Allen führten unter dem Codenamen „Project Chess“ allerhand Modifikationen an der Software durch, die dann unter der Bezeichnung MS-DOS an IBM ausgeliefert wurde. Die Änderungen im Betriebssystem sahen vor, dass CP/M-Programme unter MS-DOS ausführbar waren, MS-DOS-Programme allerdings nicht unter CP/M liefen. Erst nach der Markteinführung entdeckte man bei IBM, dass man eine CP/M-Variante erworben hatte, und zahlte 800.000 Dollar an Digital Research für einen Verzicht auf rechtliche Schritte gegen IBM.

Altes Microsoft-Logo
(1982 bis 1987)

Obwohl die Qualität von MS-DOS deutlich hinter dem Stand der Technik zurückblieb – selbst in Intel-internen Dossiers erntete es nur ein vernichtendes Urteil – wurde der PC, der im Herbst 1981 für knapp 3.000 Dollar auf den Markt kam, ein großer Erfolg. Ursache war eine offene Lizenzpolitik von IBM, die auch Fremdherstellern die Produktion des PCs gestattete, sodass durch Konkurrenz die Preise fielen, sowie das Bedürfnis der Kunden nach der Etablierung eines Standards, den man am ehesten bei IBM, dem damaligen Marktführer bei Großrechnern, erwartete. Zum Erfolg von MS-DOS trug auch eine partielle Quellcode-Abwärtskompatibilität zu CP/M bei, die es ermöglichte, gängige Software wie WordStar, dBase II oder auch das BASIC von Microsoft nach wenigen Modifikationen und einer Neuassemblierung auch unter MS-DOS zur Verfügung zu stellen. Dieses Prinzip der kleinen Schritte unter Wahrung der Abwärtskompatibilität wurde aber auch oft kritisiert, weil die technischen Möglichkeiten der Hardware nicht voll genutzt wurden und damit der Fortschritt verzögert wurde.

Aufgrund einer schweren Erkrankung verließ Paul Allen 1983 Microsoft, blieb aber weiterhin Hauptaktionär neben Gates. Das schnell wachsende Unternehmen verfügte über immer mehr liquide Mittel. Trotzdem wurden zum Beispiel Weihnachtsgratifikationen an Mitarbeiter in Form von Aktienanteilen ausgegeben. Viele dieser Mitarbeiter waren aufgrund dieser Anteile im Wert von ein paar hundert Dollars innerhalb von wenigen Jahren Millionäre.

### Grafische Benutzeroberfläche
Obwohl der Hauptkonkurrent Apple 1983 mit der Apple Lisa, einem Vorläufer des Macintosh, eine grafische Benutzeroberfläche einführte, welche den Anwendern die Eingabe von Kommandos über die Tastatur ersparte, dominierte der PC schlussendlich den Markt.
Eine Klage von Apple wegen Urheberrechtsverletzung durch die grafische Oberfläche wurde nach einem mehrjährigen Prozess 1995 abschlägig beschieden. Auch gegen das im selben Jahr erschienene Windows 95 reichte Apple eine Klage ein. Apple war zu dieser Zeit als Unternehmen bereits in erheblicher Bedrängnis. Es kam daher zu einem Vergleich, bei dem Microsoft durch den Erwerb von stimmrechtlosen Aktien Apples und einer Zahlung in unbekannter Höhe den Konkurs von Apple abwandte und dieses im Gegenzug seine Klage zurückzog.
Obwohl die Fenstertechnik bereits 1984 mit der Bezeichnung X Window System unter Unix-Systemen eingeführt worden war, gelang es Microsoft, die Bezeichnung „Windows“ als Handelsnamen zu sichern, wenn auch erst nach einem Prozess gegen das US Patent and Trademark Office.
Anfang bis Mitte der 1990er Jahre brachte Microsoft vermehrt Unterhaltungs-, Wissens- und Kindersoftware der Produktlinie Microsoft Home heraus und versuchte damit, mehr Privatkunden anzuziehen.

### Problematisches Vorgehen gegen Digital Research
Microsoft hatte nun eine Marktposition erreicht, aus der heraus eine Politik der Verdrängung der Konkurrenz in den Bereich des Möglichen geriet und auch betrieben wurde. Dabei bewegte man sich nicht immer im Rahmen der Legalität. So ergab die Offenlegung des internen Schriftwechsels im Rahmen eines Kartellverfahrens, dass 1991 mit Billigung der Unternehmensleitung eine Version von Windows 3.1 in Umlauf gebracht worden war, die eine vorgetäuschte Fehlermeldung anzeigte, wenn Windows 3.1 auf DR-DOS, dem Betriebssystem des Konkurrenten Digital Research anstelle von MS-DOS installiert wurde. Da Digital Research aufgrund seiner Abhängigkeiten von Microsoft auf eine Klage verzichtete, kaufte der Novell-Gründer Ray Noorda für 400.000 Dollar die Rechte an DR-DOS auf und reichte die Klage ein. Drei Wochen vor Prozessbeginn im Januar 2000 verglich er sich mit Microsoft gegen eine Abfindung von mehr als 200 Millionen Dollar. Ob Ray Noorda von der erstrittenen Summe Digital Research etwas weitergab, ist unsicher, zumal Digital Research einige Zeit später vom Markt verschwand.

### Bindung anderer Unternehmen an die eigenen Produkte
Bereits im Zusammenhang mit der Einführung von Windows 3.0 hatte Microsoft Ermittlungen des Kartellamtes provoziert. Damit Programmierer von Anwendungssoftware wettbewerbsfähig bleiben können, benötigen sie rechtzeitig vor Erscheinen einer neuen Betriebssystemversion Informationen über die Spezifikation der neuen Schnittstellen. Microsoft stellte diese Informationen nur im Rahmen von Vertraulichkeitsvereinbarungen zur Verfügung, bei denen sich die Entwickler verpflichteten, drei Jahre lang keine Software für andere Betriebssysteme zu entwickeln. Ferner gewährte Microsoft den PC-Herstellern Rabatte, wenn sie bereit waren, nicht nur für jede Windows-Installation, sondern auch für mit anderen Betriebssystemen ausgerüstete PCs Lizenzgebühren zu zahlen, sodass Microsoft auch am Umsatz der Konkurrenz verdiente. Nach mehrjährigen Ermittlungen stimmte das Kartellamt einem Vergleich zu, bei dem Microsoft lediglich zusagte, von dieser Vertragspolitik künftig Abstand zu nehmen.

### Kooperation mit IBM für OS/2

Altes Microsoft-Logo (1987 bis 2012)

Microsoft entwickelte zusammen mit IBM das Betriebssystem OS/2, dessen Version 1.0 im Jahr 1987 erschien. OS/2 stellte konzeptionell und dank seiner erst 16-Bit- und später 32-Bit-Technik einen deutlichen Qualitätssprung dar und war mit Strukturen ausgestattet, die Microsoft erst Jahre später mit Windows NT wieder anbieten konnte. Vereinbart war, dass IBM die Benutzeroberfläche und Microsoft den Kernel entwickeln sollte, was bis zur Version 2.0 auch geschah. Aufgrund des gleichzeitigen Erfolges von Windows 3.0 beschloss Microsoft jedoch, die Programmierschnittstellen für den Nachfolger OS/2 Version 3.0 an Windows zu orientieren, statt an OS/2 Version 2.0, und provozierte damit eine Vertrauenskrise zwischen den Vertragspartnern. Microsoft schied 1991 aus dieser Kooperation aus und IBM musste OS/2 alleine weiterentwickeln, dessen nächste Version 1994 als OS/2 Warp 3 erschien.
Trotz der technischen Überlegenheit der 32-Bit-Generation von OS/2 sowohl in den Versionen 2.x als auch Warp 3 setzten die Anwender weiterhin auf das DOS-basierte Windows 95 und einige auch auf Windows 3.x. Neben Marketingfehlern von IBM hat wohl auch Microsofts Ankündigung des Erscheinens einer Windows-Version mit dem Codenamen „Chicago“ für Anfang 1994, die sowohl 16- als auch 32-Bit-Technik beherrschen sollte, zu dieser Entwicklung beigetragen, die viele Kunden von einem Wechsel auf OS/2 abhielt. Tatsächlich erschien dieses Windows jedoch erst im August 1995 unter der Bezeichnung Windows 95. Diese Geschäftspolitik wird auch als Ankündigung von Vaporware bezeichnet.

### Entwicklung von Windows NT
Microsoft setzte nach dem Ende der Zusammenarbeit mit IBM die Entwicklung seines Betriebssystems nach eigenen Vorstellungen fort. Dieses Betriebssystem, das zunächst als Nachfolger von OS/2 Version 2.0 gedacht war, wurde dann 1993 als Windows NT 3.1 veröffentlicht. Bewusst wählte man als Versionsnummer nicht „1.0“, stattdessen wollte man mit 3.1 die Verbindung zu Windows (for Workgroups) 3.1 schaffen und somit gleich mit einer höheren Nummer auf den Markt kommen. Bill Gates konnte für die Entwicklung der Architektur David N. Cutler gewinnen. Letzterer hatte unter anderem VMS entwickelt und galt zu jener Zeit als der Entwickler mit der bis dato wohl größten Erfahrung in Sachen Entwicklung von Betriebssystemen.
So bekam auch NT ähnlich wie VMS eine 32-Bit-Kernel-Architektur, um die herum ein 16-Bit-Teilsystem zur Kompatibilität zu Windows 3.11 geschaffen wurde, und als Hauptschnittstelle ein 32-Bit-Subsystem für die Schnittstelle Win32s (Windows 3.1 und Windows for Workgroups). Für Unix-Software wurde das POSIX-Subsystem eingeführt. Alle Subsysteme waren von David Cutler so konzipiert, dass keines das jeweils andere zum Absturz bringen konnte, da sie in geschützten (getrennten) Speichersystemen (engl.: Protected Mode) liefen. Der Kernel verteilte als echtes präemptives System die CPU-Zeit im Zeitscheibenverfahren an die jeweiligen Subsysteme. Dadurch fungierte der Kernel als Multitasking- und Multiusersystem, das zwar eine bis dahin bei PCs nicht bekannte Komplexität mit sich brachte, den Anwender aber mit bis dato im Heim-Bereich unbekannter Stabilität und nie zuvor dagewesenen Möglichkeiten belohnte.
Für die Architektur der Speicherverwaltung konnte Rick Rashid gewonnen werden, der unter anderem den UNIX MACH-Kernel mit entwickelt hatte. Zwischen der Hardwareebene und den Subsystemen wurde die HAL eingeführt. HAL war zum einen eine neutrale Zwischenschicht zu verschiedenen Hardwareplattformen, da anfangs auch MIPS- und PowerPC-Prozessoren ebenfalls neben den Intel-Prozessoren unterstützt wurden. Zum anderen war die Wahl des Namens HAL auch ein Tribut an den (angeblich unfehlbaren) Supercomputer HAL Serie-9000 aus dem Sciencefiction-Klassiker 2001: Odyssee im Weltraum. Zur Installation benötigte man noch entweder 21 Disketten oder drei Bootdisketten plus eine CD-ROM.
Konsequent wurden mit NT sogenannte alte Zöpfe abgeschnitten, also Kompatibilität nach unten beendet, was zu einem Aufschrei bei vielen Anwendern führte. Auch die (damals) hohen Hardwareanforderungen wurden damals kritisiert. Auf DOS-Kompatibilität wurde insoweit verzichtet, als DOS nicht mehr wie bis dahin als Grundlage diente, sondern als 16-Bit-Teilsystem nun der Kontrolle des Mikrokernels oblag. Folglich konnte das System nicht mehr wie früher direkt, also hardwarenah programmiert werden, was wiederum dazu führte, dass NT lange Zeit in manchen Spezialgebieten nicht verwendbar war. NT basierte technisch also weder auf MS-DOS noch auf OS/2, stellte aber zunächst noch deren Programmierschnittstellen zusätzlich zur Verfügung.
Während NT 3.1 noch sehr träge wirkte, wurde dieser Punkt mit dem Nachfolger NT 3.51 vollkommen ausgemerzt, da letzterer sich durch Schnelligkeit und extreme Stabilität auszeichnete. Die grafische Oberfläche war als weiteres Subsystem aufgebaut, das unter der Kontrolle des Mikrokernels stand und somit den PC nicht zum Absturz bringen konnte. Ein blockierter Grafiktreiber konnte remote, d. h. von einem anderen PC aus, wieder neu gestartet werden. Die gesamte Architektur und viele Dienste der Serverversion waren in der Workstation-Version schon enthalten. Kleine Peer-to-Peer-Netzwerke konnten so einfach und sicher aufgebaut werden. In der Philosophie von Microsoft sollte NT als „Entwicklungsplattform“ dienen, und das preiswertere Windows 95 sollte die „Endkunden“-Plattform werden. Dazu wurde für NT 3.51 eine nachträglich ladbare grafische Benutzeroberfläche angeboten. Diese war dann der Ausblick auf NT 4.0. Die CAD-Kunden misstrauten jedoch dieser Konstellation und wählten dann das wesentlich teurere NT als Plattform, mit der Begründung, dass erfahrungsgemäß die Software am stabilsten auf der Plattform laufe, auf der sie auch entwickelt und debugged, also fehlerfrei gemacht wurde.
Um für den CAD-Markt eine ernst zu nehmende Größe zu werden, implementierte Microsoft OpenGL, angelehnt an die von Silicon Graphics geschaffene 3D-Schnittstelle IRIX GL. Mit Fortschritten der Hardware konnte man an NT 4.0 mittels bootfähiger CDs die drei Bootdisketten überspringen und direkt mit einer CD booten, was die Installation deutlich vereinfachte.
Microsoft versuchte in der Folge, Windows NT im Markt gegen Unix und OS/2 zu platzieren, was auch in vielen Bereichen durchaus sehr erfolgreich gelang. Insbesondere der Markt der Workstations und Server sollte IBM mit seinem damaligen AIX-Unix abgerungen werden. Als Ende 1999 NT 5.0 in die Beta-Phase ging, entschloss sich die Marketing-Abteilung von Microsoft kurzfristig zur Umbenennung auf den Namen Windows 2000. Dies führte aber zu einer Verunsicherung und der Markt blieb relativ lange auf NT 4.0 stehen. Windows 2000 wurde in zwei Versionen angeboten: Windows 2000 Professional für die Workstation und Windows 2000 Server für den Server. Mit Windows XP (intern: NT 5.1) wendete Microsoft im Jahr 2001 diesen Marketing-Trick erneut an. Auch hier war besonders in der Geschäftskundschaft lange eine gewisse Zurückhaltung zu spüren: Viele standen dem „neuen“ Produkt skeptisch gegenüber, was nicht zuletzt daran lag, dass aufgrund der Namensgebung die Abstammung und Kontinuität zu NT 4.0 für Laien nicht sofort und augenfällig erkennbar war.
Unter Windows NT 4.0 wurde die Unterstützung von OS/2, 16-Bit und textbasierten Programmen beibehalten. Unter Windows XP (also: NT 5.1) wurden POSIX und OS/2 gar nicht mehr angeboten, zumal diese beiden Subsysteme auch die XP-Sicherheitssysteme nicht nutzen konnten. Ebenso wurde die Unterstützung von MIPS- und PowerPC-Prozessoren eingestellt. Auch wurde auf Initiative von Bill Gates das getrennte grafische Subsystem von NT 3.51 herausgenommen und eine Ebene tiefer und somit näher am Kernel (und damit näher der CPU) positioniert. Das brachte mit Blick auf die Entwicklung von Computerspielen zwar mehr Geschwindigkeit, andererseits aber auch die Gefahr von Stabilitätsverlust. Ein instabiler Grafiktreiber konnte nun das System abstürzen lassen. Um dies zu verhindern, führte Microsoft eine Zertifizierung der Treibersoftware ein. Treiber, die den Microsoft-Standards entsprachen, bekamen somit den Status WHQL-getestet.
Ende 2001 erschien Windows XP (intern: NT 5.1) mit den Varianten XP Home (für Privatanwender) und XP Professional (für Geschäftsanwender). XP Home unterschied sich von Windows XP Professional in erster Linie durch ein abgespecktes Rechtemanagement sowie eingeschränkte Netzwerkdienste. Der Vertrieb von Windows XP wurde ab 2008 stufenweise eingestellt. Im April 2014 wurde schließlich auch der technische Support beendet. Neue PCs und Laptops wurden nur noch mit Windows Vista verkauft. Lediglich Nischenprodukte mit geringen Hardwareanforderungen werden noch (Stand: Juli 2008) mit Windows XP (Mediacenter) angeboten. Während bis Windows 2000 (NT 5.0) Server und Client die gleiche Versionsnummer trugen, wählten die Microsoft-Strategen ab Windows XP beim Server einen neuen Namen: Windows 2003 Server (NT 5.2). Mit der Einführung von Windows Vista (NT 6.0) wurde der dazu passende Server Windows Server 2008 genannt.
Der Nachfolger von Windows Vista wurde aus Marketinggründen Windows 7 getauft, trägt intern aber die Versionsnummer 6.1. Bei der Server-Variante von NT 6.1 wird die starke Verwandtschaft zu NT 6.0 auch im Marketingnamen deutlich: Windows Server 2008 R2.

### Marktstrategische Verzögerung der Innovationen von Intel
Da Windows mit den Audio- und Video-Fähigkeiten der x86-Prozessoren des PCs nicht Schritt gehalten hatte, plante Intel kurz vor der Markteinführung von Windows 95, anderen Hard- und Softwareherstellern dazu eigene Treiberschnittstellen und sogenannte APIs anzubieten, um so in das sich bereits ankündigende Multimedia-Geschäft einzusteigen. Da diese Software auch für andere Betriebssysteme bereitgestellt werden sollte und auch das von Microsoft bereits abgeschriebene Windows 3.1 aufwerten würde, drohte Microsoft Mitte 1995 in Verhandlungen mit Intel, die Unterstützung der Intel-Plattform nur dann fortzusetzen, wenn diese Entwicklungen eingestellt würden. Intel lenkte ein. Selbst das Jahre später entwickelte Windows 98 war noch nicht mit allen Fähigkeiten ausgestattet, die Intel 1995 hatte bereitstellen wollen.

### Beginn des „Browser-Krieges“
Microsoft hatte zunächst das Potenzial des aufkommenden Internets unterschätzt, sodass es Netscape gelang, mit ihrem Browser auf diesem Marktsegment Fuß zu fassen. Microsoft zog mit dem unter Zeitdruck entwickelten Internet Explorer (IE) nach, und erst mit Windows 95 entwickelte man das Portal MSN, das „Microsoft Network“, als direkte Antwort auf AOL und Compuserve, welche sich bis dahin den öffentlichen Online-Markt aufteilten.
Microsoft versuchte, dem Internet Explorer durch eine Strategie der Produktbündelung mit dem Betriebssystem zum Durchbruch zu verhelfen, was von Kritikern als wettbewerbswidrig angesehen wurde. Ferner setzte Microsoft das Unternehmen Compaq durch Kündigung der Vertriebslizenz für Windows 95 erfolgreich unter Druck, da Compaq seine PCs zunächst mit Netscape anstelle des IE ausgeliefert hatte. Es begann der sogenannte Browserkrieg. Das US-Justizministerium (Department of Justice) sah in der Produktbündelung und diesem Vorgehen einen Verstoß gegen den zuvor geschlossenen Vergleich. Microsoft konnte jedoch die entsprechende Klage 1998 nach drei Jahren in der Berufung zunächst abwehren. In der Europäischen Union musste aber ab Windows 7 ein Programm installiert sein, das die Auswahl eines alternativen Browsers ermöglichte, seit dem 18. Dezember 2014 ist das nicht mehr nötig. Dieses wurde automatisch angezeigt, wenn Windows das erste Mal ausgeführt wurde.

### Unterlaufen von Softwarestandards
1996 erwarb Microsoft eine Lizenz für Java, einer plattformunabhängigen Programmiersprache des Unternehmens Sun Microsystems, und entwickelte dafür unter dem Namen Visual J++ eine eigene Entwicklungsumgebung und eine eigene Java-Implementierung. Dabei entstand jedoch eine proprietäre Java-Variante, die partiell direkt auf Windows zugriff anstatt über die betriebssystemunabhängige Java Virtual Machine, wie es das Java-Konzept vorgesehen hatte. Auf diese Weise produzierten viele Entwickler von Anwendungssoftware Produkte, die nur unter Windows lauffähig waren. Nach einer rechtlichen Auseinandersetzung mit Sun im Jahr 2003 unterstützte Microsoft bis 2007 die MSJVM (Microsoft Java Virtual Machine) nur noch sporadisch in Form von Sicherheitsupdates. Entsprechend wird heute fast überall wieder Suns Java verwendet, die meisten professionellen Applets sind heute damit kompatibel.
Diese Politik der Übernahme von Softwarestandards und anschließender Modifikation verfolgte Microsoft in weiteren zahlreichen Fällen. Betroffen sind der WWW-Standard HTML für Webseiten und CSS. Die meisten Webdesigner orientierten sich jahrelang an der speziellen Darstellungsweise des Internet Explorers mit der Folge, dass viele Webseiten von den Browsern der Konkurrenz, die sich an den offiziellen Standards orientierten, nicht korrekt dargestellt wurden. Betroffen sind ferner die Zeichensatznorm ISO 8859-1, JScript, ECMAScript und DOM, die TCPA-Norm sowie verschiedene Netzwerkprotokolle.
Ebenso wurde als Konkurrenz zum MP3-Format das eigene WMA-Format entwickelt, um MP3 zu bekämpfen. Auch bei den E-Mail-Produkten von Microsoft wird mit eigenen Erweiterungen und kleinen Abweichungen von internationalen Standards gearbeitet.

### Antitrust-Klage und drohende Spaltung
Aufgrund dieser Entwicklungen reichten das Justizministerium und 19 Bundesstaaten im Mai 1998 eine Antitrust-Klage gegen Microsoft ein, deren Kern der Browser-Krieg und der Umgang mit Java war. Für Netscape, das seinen Navigator zu einer betriebssystemunabhängigen Basis für eine eigene Office-Variante ausbauen wollte, kam das Kartellverfahren jedoch zu spät. Es wurde im Oktober 1998 von AOL übernommen. Anhand eines Memos von 1996 aus dem beschlagnahmten internen Schriftverkehr gelang der Nachweis, dass Microsoft bei Java den Anteil inkompatibler Komponenten gezielt stillschweigend erhöht hatte, damit die Entwickler nicht bemerkten, dass sie windowsgebundene Java-Applikationen schrieben.
Als aufgrund von Kartellprozessen und Bemühungen des Justizministeriums der Vereinigten Staaten in den späten 1990er Jahren eine Aufspaltung Microsofts in „Baby-Bills“ diskutiert wurde, wurde auch eine Aufteilung des Konzerns in ein Internet-Unternehmen, 3 Betriebssystem-Unternehmen sowie ein Anwendungsunternehmen mit Office und Internet-Explorer-Angebot vorgeschlagen. Die Dreiteilung der Betriebssystem-Sparte wurde neben zwei anderen angesehenen US-Ökonomen auch von William D. Nordhaus, Professor in Yale, sowie Frederic Michael Scherer, seit 2006 emeritierter Professor in Harvard und früher Direktor bei der Federal Trade Commission, unterstützt.
Das Urteil in erster Instanz vom Juni 2000 forderte eine Aufteilung Microsofts in zwei separate Unternehmen für Betriebssysteme und Anwendungssoftware. Nachdem George W. Bush, dessen Wahlkampfagentur Century Strategies eng mit Microsoft verknüpft war, 2001 die US-amerikanische Präsidentschaft gewonnen hatte, wurde Charles James zum neuen Leiter des Kartellamtes ernannt. James, der bereits vor Amtseintritt für die Erhaltung Microsofts als Einheit plädiert hatte, bestätigte zwar in der Berufungsverhandlung die Kartellrechtsverletzungen sowie die illegalen Geschäftspraktiken, das Urteil hinsichtlich der Aufteilung von Microsoft wurde jedoch aufgehoben.
Microsoft setzte auch in der Folge die Politik der Produktbündelung fort, wie im Fall des in Windows XP integrierten Mediaplayers.

### Neues Betriebssystem und Führungswechsel
Am 22. Juli 2004 hat Microsoft bekanntgegeben, dass es nach der nun erfolgten Beilegung von wesentlichen Rechtsstreitigkeiten beabsichtige, die hohen Barreserven, die aufgrund der Rechtsunsicherheit akkumuliert worden waren, aufzulösen. Im Dezember 2004 zahlte Microsoft eine Sonderdividende in Höhe von 3,00 US-Dollar je Anteilsschein. Die Gesamtausschüttungssumme belief sich inklusive der Quartalsdividende auf 34,4 Milliarden US-Dollar und stellt damit die höchste jemals von einem Unternehmen gezahlte Dividende überhaupt dar.
Als Folge von Antitrust-Verfahren einigte sich Microsoft mit der Europäischen Kommission dahingehend, in Europa künftig eine Windows-Version ohne integrierten Mediaplayer anzubieten. Windows XP Edition N wurde im Juli 2005 als erste Generation dieser N-Versionen auf den Markt gebracht. Es folgten weitere N-Editionen von Windows Vista, 7, 8, 8.1 und 10.
Im Oktober 2005 stellte Microsoft fünf „freie“ Software-Lizenzen im Rahmen des Shared-Source-Programms vor. Zwei von ihnen, die Microsoft Permissive License (Ms-PL) und die Microsoft Community License (Ms-CL), erfüllen laut Aussage der Free Software Foundation Europe die Kriterien für freie Software-Lizenzen. Nachdem diese zwei Lizenzen in Microsoft Public License und Microsoft Reciprocal License umbenannt wurden, sind sie am 12. Oktober 2007 von der Open Source Initiative anerkannt worden. Außerdem veröffentlichte Microsoft sogenannte Express-Versionen von einigen Visual-Studio-Anwendungen (C#, C++, Basic, Web Developer). Ursprünglich sollten diese Versionen nur für ein Jahr kostenlos von Microsoft heruntergeladen werden können. Allerdings beschloss Microsoft wegen der großen Community, dass sie dauerhaft kostenlos bleiben sollten. Sie müssten zwar nach 30 Tagen registriert werden, könnten aber unbegrenzt kostenlos genutzt werden. Abgesehen von ein paar kleinen Einschränkungen sind sie fast identisch mit den entsprechenden Vollversionen. „Kleine Einschränkungen“ bedeutet z. B. konkret, dass sich mit Visual C++ zunächst keine grafischen Windows-Programme schreiben lassen; dies ist erst nach Herunterladen eines größeren, aber kostenlosen, Zusatzpakets (des SDK von Microsoft) möglich. Dann können zwar noch immer keine MFC-Programme entwickelt werden, allerdings sind Programme mit grafischer Benutzeroberfläche auch ohne die Verwendung des .Net-Frameworks möglich.
Am 15. Juni 2006 kündigte Gates an, sich bis Juli 2008 aus dem Tagesgeschäft von Microsoft zurückzuziehen und dem bisherigen Technikchef Ray Ozzie den Posten als Chief Software Architect zu überlassen.
Im Mai 2007 übernahm Microsoft das Online-Werbeunternehmen aQuantive für rund sechs Milliarden US-Dollar. Darüber hinaus erwarb Microsoft im Oktober desselben Jahres für 240 Millionen US-Dollar einen Minderheitsanteil am sozialen Online-Netzwerk Facebook; dabei wurde eine exklusive Abmachung über die internationale Werbevermarktung von Facebook durch Microsoft getroffen.
Anfang 2008 drangen Informationen an die Öffentlichkeit, denen zufolge Microsoft über ein entwickeltes System zum Erfassen der Körperfunktionen von Benutzern verfüge (US-Patentantrag 20070300174), was wiederum Kritik von Datenschützern auf sich zog.
Nachdem Microsoft bereits im Mai 2007 erfolglos versucht hatte, das Internetunternehmen Yahoo zu übernehmen, startete der Softwareriese im Februar 2008 einen neuen Versuch und bot 44,6 Milliarden US-Dollar. Auch dieses Angebot lehnte Yahoo ab, worauf Microsoft Anfang April 2008 eine dreiwöchige Frist zur Einigung stellte. Diese Frist lief am 27. April 2008 ab, wobei Microsoft darauf nicht mit der angedrohten feindlichen Übernahme des Yahoo-Konzerns reagierte.
Erstmals seit dem Börsengang schloss Microsoft das Geschäftsjahr 2008/2009 mit einem Rückgang bei Umsatz und Gewinn ab. Bis Juli 2009 hatte der Softwarekonzern weltweit 5000 Stellen wegen der Wirtschaftskrise und der anhaltenden Flaute am PC-Markt abgebaut.
Kinect, ein nach Körperbedienung funktionierendes Steuerungssystem für die Spielekonsole Xbox 360, wurde zusammen mit der Firma PrimeSense entwickelt und im November 2010 veröffentlicht. Nach fallendem Marktanteil des veralteten Windows-Mobile-Betriebssystems, führte Microsoft 2010 Windows Phone ein und startete eine Kooperation mit Nokia für zukünftige Mobilkommunikationsprodukte. Die Veröffentlichung des neuen Betriebssystems brachte einige Änderungen des Unternehmenslogos sowie der angebotenen Produkte und Dienste mit sich. Am 23. März 2011 trat Microsoft mit 23 anderen Unternehmen – neben unter anderem Deutsche Telekom, Google und Yahoo – der Open Networking Foundation bei, einer nicht gewinnorientierten Organisation zur Durchsetzung einer neuen Cloud-Computing-Initiative, die Innovationen in jenem Bereich anhand kleiner Aktualisierungen, z. B. für private Netzwerke, beschleunigen soll.
Die Vorstellung von Windows 8 erfolgte im Juni 2011 in Taipeh. Der Webmail-Service Outlook.com von Microsoft startete am 31. Juli 2012. Am 18. Juni 2012 stellte CEO Steve Ballmer den ersten PC mit Hardware von Microsoft vor: das Microsoft Surface. Microsoft Surface RT, als erste Version, besitzt ein Nvidia-Tegra-3-Prozessor, einen Flash-Speicher mit 32/64 GB sowie eine integrierte Ein-Megapixel-Kamera. Sie wurde in Deutschland am 26. Oktober 2012, zusammen mit Windows 8, veröffentlicht. Am 29. Oktober 2012 erschien Microsoft Windows Phone 8 mit der neuen Unterstützung von Mehrkernprozessoren und microSD-Karten sowie der Integration des Internet Explorer 10.
Seit 2013 gehört Microsoft zu den ersten Hauptmitgliedern der FIDO-Allianz, die den Industriestandard Universal Second Factor (U2F) für eine allgemein anwendbare Zwei-Faktor-Authentifizierung entwickelt hat.
Das Kinect-Empfangsgerät wurde für die neue Microsoft-Konsole Xbox One aufgerüstet und die Neuerungen im Mai 2013 präsentiert. Ausgestattet ist das neue Kinect mit einer HD-Kamera, einem leistungsfähigeren Prozessor, einer Feinerkennung von Bewegungen und einem Herzfrequenzmesser. Die Xbox One ist ausgestattet mit einem BluRay-Laufwerk, 8 GB Arbeitsspeicher sowie einer 500-GB-Festplatte. Auf der E3-Messe 2013 in Los Angeles präsentierte Microsoft Spiele wie Assassin’s Creed IV: Black Flag, Battlefield 4 und Call of Duty: Ghosts, die alle für die Xbox One angeboten wurden.
Im März 2013 wurde der Patent Tracker, eine Anwendung zum Suchen von Patenten in der Microsoft-Datenbank, auf den Markt gebracht. Am 19. Juli 2013 erlebte die Microsoft-Aktie den größten Absturz seit Börsengang im Jahr 2000 und verzeichnete einen Verlust von umgerechnet etwa 24 Milliarden Euro. Am 3. September 2013 übernahm Microsoft die Mobilfunksparte der Firma Nokia.
Nachdem Steve Ballmer seinen Rücktritt als CEO bereits im August 2013 bekanntgab, trat Satya Nadella, zuvor im Cloud-Computing-Segment des Unternehmens beschäftigt, im Februar 2014 die Nachfolge an. Ebenso trat Bill Gates als Chairman zurück, um sich auf seine Position als technischer Berater des Unternehmens zu konzentrieren; sein Nachfolger ist John W. Thompson.

### Umweltprofilierung
Im Januar 2020 gab Microsoft Pläne bekannt, bis 2050 die gesamten CO2-Emissionen, die es laut eigener Darstellung seit 1975 verursacht hat, „wiedergutzumachen“. Um den zuletzt durch Large Language Models und Transformermodelle stark gestiegenen Energiebedarf zu sichern, strebt Microsoft unter anderem die exklusive Reaktivierung des Kernkraftwerks Three Mile Island an, in dem 1979 zu einer Kernschmelze gekommen war. Im September 2024 schloss Microsoft mit dem Energieunternehmen Constellation Energy ein Kooperationsabkommen über die Wiederinbetriebnahme des Block 1 des im Jahr 2019 – aus Wirtschaftlichkeitsgründen – stillgelegten Kernkraftwerks Three Mile Island im US-Bundesstaat Pennsylvania im Jahr 2027. Die Vertragsdauer beträgt bei einem Investitionsvolumen von 1,6 Milliarden Dollar 20 Jahre.
Microsoft will Energie aus der Anlage beziehen, um den KI-bedingten absehbar steigenden Strombedarf seiner Rechenzentren CO₂-neutral zu decken. Die Wiederinbetriebnahme betrifft nicht Block 2 des Kraftwerks, wo es 1979 zu einer teilweisen Kernschmelze kam.
Des Weiteren beliefert Microsoft im Projekt AI for Earth nach eigenen Angaben mehr als 500 Organisationen mit Programmen, die auf ‚künstlicher Intelligenz‘ (KI) basieren. Im April desselben Jahres präsentierte Präsident Brad Smith die KI-Plattform Planetary Computer, die Wissenschaftlern, Naturschutzorganisationen und Kunden des Unternehmens helfen soll, gegen das weltweite Artensterben vorzugehen. Das neue System könnte laut Microsoft anhand von Satellitenaufnahmen die Baumdichte in Wäldern schneller analysieren oder einen Algorithmus mit Messdaten von Gewässern füttern, um das Überschwemmungsrisiko verschiedener Gebiete zu berechnen. Zusammen mit dem Umweltanalyseverband GEO hat Microsoft dazu ein Förderprogramm ausgelobt, auf das sich Forschungsprojekte bewerben können, die das „Planetary Computer“-Projekt nutzen wollen.
Außerdem benutzt Microsoft eine umweltfreundlichere Art von Beton bei Firmengebäuden, die die Kohlenstoffdioxid-Emissionen bei der Herstellung limitieren soll.

## Niederlassungen im deutschsprachigen Raum

### Deutschland
Die Microsoft Deutschland GmbH wurde 1983 gegründet, ihr Unternehmenssitz ist in München-Schwabing. Regionalbüros befinden sich in Stuttgart, Köln, Hamburg, Frankfurt am Main, Berlin und Walldorf. Von 2003 bis 2013 befand sich in Aachen ein Forschungsstandort (European Microsoft Innovation Center). Aktuell findet noch Forschung und Entwicklung im Search Technology Center Europe in München statt. Das Unternehmen beschäftigt in Deutschland über 3000 Mitarbeiter.
Ein wachsender Geschäftsbereich ist der Public Sector (PS). Dabei liegt der Schwerpunkt sowohl auf den Bereichen Bildungs- und Gesundheitswesen als auch auf der Verwaltungsmodernisierung, für die in Deutschland große Rückstände festgestellt werden. Ein Politikteam in Berlin pflegt die Beziehungen in die Politik und organisiert Veranstaltungen zum digitalen Wandel. Am 21. Juni 2021 fand ein Digitaltag 2021 zu Fragen digitaler Bildung (Clouds, programmieren lernen etc.) statt. Ein Markt besteht für Software als auch die Schulungen daran. Ein „digitaler Bildungspakt“ wird durch Microsoft Deutschland unterstützt. Partner ist u. a. die Deutsche Telekom und die Initiative D21.
Vorsitzende der Geschäftsleitung waren von 2007 bis 2010 Achim Berg, danach bis 2012 Ralph Haupter. Als dieser im April 2012 als CEO die Verantwortung für Microsoft für den Bereich Großchina übernahm, führte Jane Gilson bei Microsoft Deutschland die Geschäfte interimsmäßig weiter. Von Mitte September 2012 bis zum Frühjahr 2016 leitete Christian P. Illek den Vorsitz der Geschäftsführung. Im Frühjahr 2016 übernahm Sabine Bendiek die Leitung von Microsoft Deutschland und führte diese bis zur Übernahme durch Marianne Janik im November 2020 aus. Janik hatte vorher Microsoft Schweiz geleitet. Im Frühjahr 2024 schied sie auf eigenen Wunsch bei Microsoft aus, ihre Nachfolgerin wurde zum April 2024 Agnes Heftberger.

### Schweiz
In der Schweiz ist Microsoft seit 1989 präsent und beschäftigt als Microsoft Schweiz GmbH in Wallisellen, Bern, Basel und Genf über 620 Mitarbeiter.

### Österreich
Die Microsoft Österreich GmbH wurde 1991 gegründet und hat ihren Sitz in Wien. Das Unternehmen beschäftigt 350 Mitarbeiter. Microsoft Österreich ist Mitglied der österreichischen Plattform Industrie 4.0.

## Kritik
Wie viele US-amerikanische Großkonzerne, die hauptgeschäftlich geistige Eigentumswerte vertreiben, führt Microsoft kaum Steuern ab. Hierfür wird auf umstrittene Umbuchungstricks wie Double Irish With a Dutch Sandwich zurückgegriffen.
Der Einfluss auf staatliche Einrichtungen wie das Gesundheitswesen und die Bildung über den Vertrieb von Software, Schulmaterialien und Schulungen wird einerseits als innovativ, andererseits als profitorientiert gesehen.
Im November 2017 wird Microsoft in den Veröffentlichungen der Paradise Papers aufgelistet.

### Monopolisierung
Viele Kritiker beziehen sich auf die monopolistische Einstellung von Bill Gates. Laut ihnen sei Microsofts Unternehmensstrategie wettbewerbsfeindlich und nicht kundenorientiert. Wichtigste Änderungen neuer Produktversionen beruhen laut den Kritikern insbesondere auf folgenden Motivationen:
- Erschwerung des Einsatzes von Produkten anderer Hersteller (z. B. durch Veränderung von Standards oder ständige Erweiterung des Betriebssystems um Zusatzfunktionen, die von Drittanbietern bereits angeboten werden).[101]
- Erzeugung eines Zwanges, auf die neueste Version umzusteigen (z. B. durch Schaffung von Inkompatibilitäten, Verpflichtung von OEM-Herstellern, auf die neueste Betriebssystemplattform umzustellen)
- Sicherung der Monopolstellung (z. B. durch Datei- und Software-Inkompatibilitäten, Netzwerk-Inkompatibilitäten, Marketing)

Die marktbeherrschende Stellung bei PC-Betriebssystemen wird von Kritikern maßgeblich dem Talent von Gründer Bill Gates zur Eroberung von Märkten zugerechnet. Die Qualität der Microsoft-Produkte in der Fachwelt wird viel und heftig diskutiert. Kritiker brandmarkten teilweise die Herkunft und Verbreitungspolitik der erfolgsentscheidenden ersten Microsoft-Produkte als unethisch (Billigkauf und Vermarktung einer ausdrücklich als Wegwerfsystem konzipierten Software). Zudem wurde Bill Gates vorgeworfen, die Allgemeinheit an die zweifelhafte „Wahrheit“ gewöhnt zu haben, dass Fehler in Software und plötzliche Ausfälle von Computern während des laufenden Betriebs, sogenannte Abstürze, als „normal“ hinzunehmen seien. Infolge einer geschickten Vermarktungs- und Einflussnahmepolitik Microsofts wird heute fast jeder neue PC mit einem vorinstallierten Windows-System ausgeliefert.
Weiterhin werden das Unterlaufen von Softwarestandards und das Ausnutzen der monopolartigen Marktstellung von Microsoft kritisiert.

### Rabatte für ausschließlichen Windows-Vertrieb
Microsoft bietet großen Herstellern außergewöhnlich günstige Konditionen für OEM-Software an. Im Rahmen des Kartellverfahrens des US-Justizministeriums gegen Microsoft ist im Jahr 2001 bekannt geworden, dass Microsoft diese Konditionen intransparent gestaltet und in einigen Fällen mit der Verpflichtung verbunden hat, keine Desktop-Rechner ohne ein Betriebssystem von Microsoft auszuliefern. Dieses Vorgehen wurde durch die außergerichtliche Einigung im Kartellverfahren für die Zukunft untersagt.

### Produktbündelungen
Der hohe Marktanteil bei Betriebssystemen stellt ein Quasi-Monopol dar und erleichtert es Microsoft, neue Techniken über die Windows-Plattform schnell im Markt zu verbreiten. Dies wurde z. B. mit dem Internet Explorer erreicht, der in (aktualisierten) Windows-95-Versionen vorinstalliert war und in späteren Windows-Versionen sogar mit dem System verschmolzen wurde. Zeitweise erreichte der Internet Explorer dadurch einen Marktanteil von bis zu 85 % und stach durch seinen Wettbewerbsvorteil den damaligen Konkurrenten Netscape aus. Dieser Browserkrieg war letztlich der Auslöser des US-Kartellverfahrens gegen Microsoft im Jahr 1997. In der Europäischen Union wurde Microsoft zudem verpflichtet, das Betriebssystem auch ohne Windows Media Player anzubieten.

### Hohe Durchsetzung im öffentlichen Dienst und politische Abhängigkeit
Unter anderem aufgrund Abhängigkeiten, laufender Kosten, und dem Risiko politischer Gefälligkeiten kritisierten Digitalaktivisten in Deutschland und anderswo wiederholt die Verwendung von Microsoft-Produkten und plädierten für die Nutzung von Open-Source-Software in der öffentlichen Verwaltung. Die Ampel-Koalition um Olaf Scholz beschloss dazu die Gründung des Zentrums für Digitale Souveränität. Die durch die deutsche Bundesregierung gezahlten Lizenzkosten an Microsoft betrugen 2023 knapp 200 Millionen Euro.

### Wettbewerbsverletzungen
Microsoft wird oft kritisiert und gemaßregelt. So hat die Europäische Kommission seit 2004 zahlreiche Bußgelder gegen Microsoft wegen Verletzung von Wettbewerbsgesetzen verhängt. Dem Konzern wurden Auflagen in Bezug auf die Offenlegung von Schnittstellenspezifikationen und die Entkoppelung von Produkten gemacht.
Die bedeutendsten Kritikpunkte an Microsoft sind
1. der Missbrauch seiner Position als Marktführer für eine wettbewerbswidrige Vertragspolitik gegenüber wirtschaftlich abhängigen Unternehmen,[107]
2. die wettbewerbswidrige Bündelung verschiedener Produkte,[108]
3. das Unterlaufen von etablierten Softwarestandards mit dem Ziel der Kundenbindung an Microsoft als Folge von Inkompatibilitäten: „Embrace, Extend and Extinguish“,[109]
4. lange Zeit nicht behobene Sicherheitslücken in Betriebssystemen und Anwendungen und
5. die Verzögerung von softwaretechnischen Innovationen aus unternehmensstrategischen Motiven.

Zu den ersten drei Kritikpunkten waren und sind auch derzeit immer wieder zahlreiche Gerichtsprozesse anhängig. Der Unmut über Geschäftspolitik und die in den Augen der Kritiker häufig hinter dem Stand der Technik zurückgebliebene Qualität der Produkte hat wesentlich zur Entstehung einer Open-Source-Bewegung beigetragen, die bessere Alternativen zu proprietären Produkten wie denjenigen von Microsoft bieten will. Mit der Veröffentlichung der internen „Halloween-Dokumente“ wurde 1998 bekannt, dass Microsoft-Analysten in freier Software, insbesondere GNU/Linux, einen starken Konkurrenten sahen und Strategien zur Bekämpfung vorschlugen.

### Datenschutzverletzungen
Insgesamt zweimal erhielt Microsoft den „Lifetime-Award“ der deutschen Big Brother Awards. Der Negativpreis wurde 2002 „vor allem für seine Verdienste bei der flächendeckenden Einführung von Kontrolltechnologie für Urheberrechte: Digital Rights Management“ verliehen. Microsoft fiel positiv auf, weil es den Preis persönlich durch ihren damaligen deutschen Konzerndatenschutzbeauftragten Sascha Hanke abholen ließ, was bis dahin kein Preisträger gewagt hatte. 2023 wurde Microsoft als „eine große Bevormundungsmaschine, die uns unserer digitalen Souveränität beraubt“ charakterisiert; in der Kritik stehen u. a. Microsoft als undurchsichtiger Cloud-Anbieter, Office 365, das nach Ansicht der deutschen Datenschutzkonferenz datenschutzwidrig sei, sowie „allgemeine Übergriffigkeit“, da sich der Konzern „zunehmend unseres Konsum- und Freizeitverhaltens“ bemächtigte.
Außerdem wurde dem Konzern vorgeworfen, mithilfe des hauseigenen Media Players Nutzerverhalten auszuspionieren. Auch Microsoft Active Protection Service und der Virenscanner Microsoft Security Essentials gerieten in die Kritik, dem Sammeln von Benutzerinformationen zu dienen.
2018 gab es wieder einen deutschen Big Brother Award für die Firma – diesmal in der Kategorie Technik „für die kaum deaktivierbare Telemetrie“ (das ist die Übermittlung von Diagnose-Daten) „in Windows 10“.
Am 18. September 2020 wurde die baden-württembergische Kultusministerin Susanne Eisenmann mit einem Big Brother Award in der Kategorie Digitalisierung ausgezeichnet, weil sie Office 365 an den Schulen ihres Landes einführen will. Laudatorin Leena Simon kritisierte, dass dabei die Daten von Lehrer und Schülern auf Servern von Microsoft lägen und dort nicht vor dem Zugriff von US-Geheimdiensten geschützt seien. Das sei auch dann der Fall, wenn die Server in Europa lägen. Zudem könne Microsoft das Verbot von Produktwerbung in Schulen umgehen. Eisenmann hatte zuvor versucht, den Einsatz von Microsoft 365 durch eine beim Microsoft-Partner PricewaterhouseCoopers in Auftrag gegebene Datenschutz-Folgenabschätzung legitimieren zu lassen. Diese Studie wurde nicht veröffentlicht. Der Landesdatenschutzbeauftragte Stefan Brink durfte sie einsehen und kritisierte in einem Schreiben an das Kultusministerium: „Es scheinen derzeit strukturelle Merkmale der ins Auge gefassten Verarbeitung vorzuliegen, welche die Möglichkeit eines datenschutzkonformen Einsatzes ohne wesentliche Anpassung der Datenverarbeitung durch Microsoft fraglich erscheinen lassen“
Für Microsoft Workplace Analytics zur Analyse von Beschäftigten und deren Aktivitäten wurde Microsoft im Oktober 2021 der österreichische Negativpreis Big Brother Award zuerkannt.
Bei der Verleihung der Big Brother Awards 2023 wurde Microsoft dafür, „dass es mit ihrer Marktmacht Menschen, Unternehmen und Behörden zwingt, bei deren digitalen Aktivitäten dauernd Daten in die USA zu übermitteln und sich dadurch in Echtzeit überwachbar zu machen“ erneut mit dem Negativpreis in der Kategorie Lebenswerk bedacht.

### Mitarbeiterbeurteilung
Im November 2013 änderte Microsoft – nach jahrelanger Kritik – sein System der Mitarbeiterbeurteilung (bzw. Beurteilung ihrer Leistungen) grundlegend.
Bisher verwendete Microsoft dazu das sogenannte Stack Ranking (in anderen Unternehmen als Forced Ranking bekannt) gemäß dem Konzept der Vitality Curve: Innerhalb eines Teams musste es einen festen Prozentsatz von Top-Leuten, Normalsterblichen und „Minderleistern“ geben – egal, wie gut das Team insgesamt und die einzelnen Mitarbeiter im Arbeitsalltag wirklich waren. Selbst wenn ein Chef mit allen Leuten seines Teams höchst zufrieden war: Er war gezwungen, vermeintliche „Minderleister“ zu identifizieren und zu benennen; die „Normalverteilung“ müsse eingehalten werden.
Während einer Versammlung im Februar 2025 wurden fünf Mitarbeiter rausgeschmissen, weil sie T-Shirts mit der Aufschrift „Does Our Code Kill Kids, Satya?“ trugen. Am 20. März 2025, vor einer Veranstaltung in der Great Hall von Seattle mit Brad Smith und Steve Ballmer, projizierten Demonstranten „Microsoft powers genocide“ an die Wand. Daraufhin unterbrachen zwei Mitarbeiter den KI-Manager Mustafa Suleyman bei einer Vortragsveranstaltung am 4. April 2025, um gegen die Unterstützung Israels durch das Unternehmen zu protestieren.

### Zusammenarbeit mit israelischem Militär
Das israelische Militär hat während des Gaza-Krieges Microsoft Azure Cloud Computing und KI-Dienste genutzt, um militärische Ziele zu bestimmen. Das israelische Verteidigungsministerium ist der zweitgrößte militärische Kunde von Microsoft. Seit 2022 wurden unter Leitung der Unit 8200 die Server von Microsoft eingesetzt, um Millionen von Stunden abgehörter Telefongespräche von Palästinensern zu speichern und tödliche Luftangriffe vorzubereiten.
Diese Beziehung hat zu Protesten innerhalb des Unternehmens geführt. Als Reaktion darauf gründeten Microsoft-Mitarbeiter die Kampagne No Azure for Apartheid, um sich dafür einzusetzen, dass das Unternehmen die Beziehungen zu Israel abbricht. Die Gruppe ist Teil der größeren No-Tech-for-Apartheid-Bewegung.
Während einer Versammlung im Februar 2025 wurden fünf Mitarbeiter entlassen, weil sie T-Shirts mit der Aufschrift „Does Our Code Kill Kids, Satya?“ trugen. Am 20. März 2025, vor einer Veranstaltung in der Great Hall von Seattle mit Brad Smith und Steve Ballmer, projizierten Demonstranten „Microsoft powers genocide“ an die Wand. Daraufhin unterbrachen zwei Mitarbeiter den KI-Manager Mustafa Suleyman bei einer Vortragsveranstaltung am 4. April 2025, um gegen die Unterstützung Israels durch das Unternehmen zu protestieren.
In einer Mitteilung vom 15. Mai 2025 erklärte Microsoft, man habe bisher keine Beweise dafür gefunden, dass die Azure- und KI-Technologien von Microsoft verwendet wurden, um Menschen im Gaza-Konflikt zu schaden.

### Prozesse

#### Rechtsstreit mit der Europäischen Union

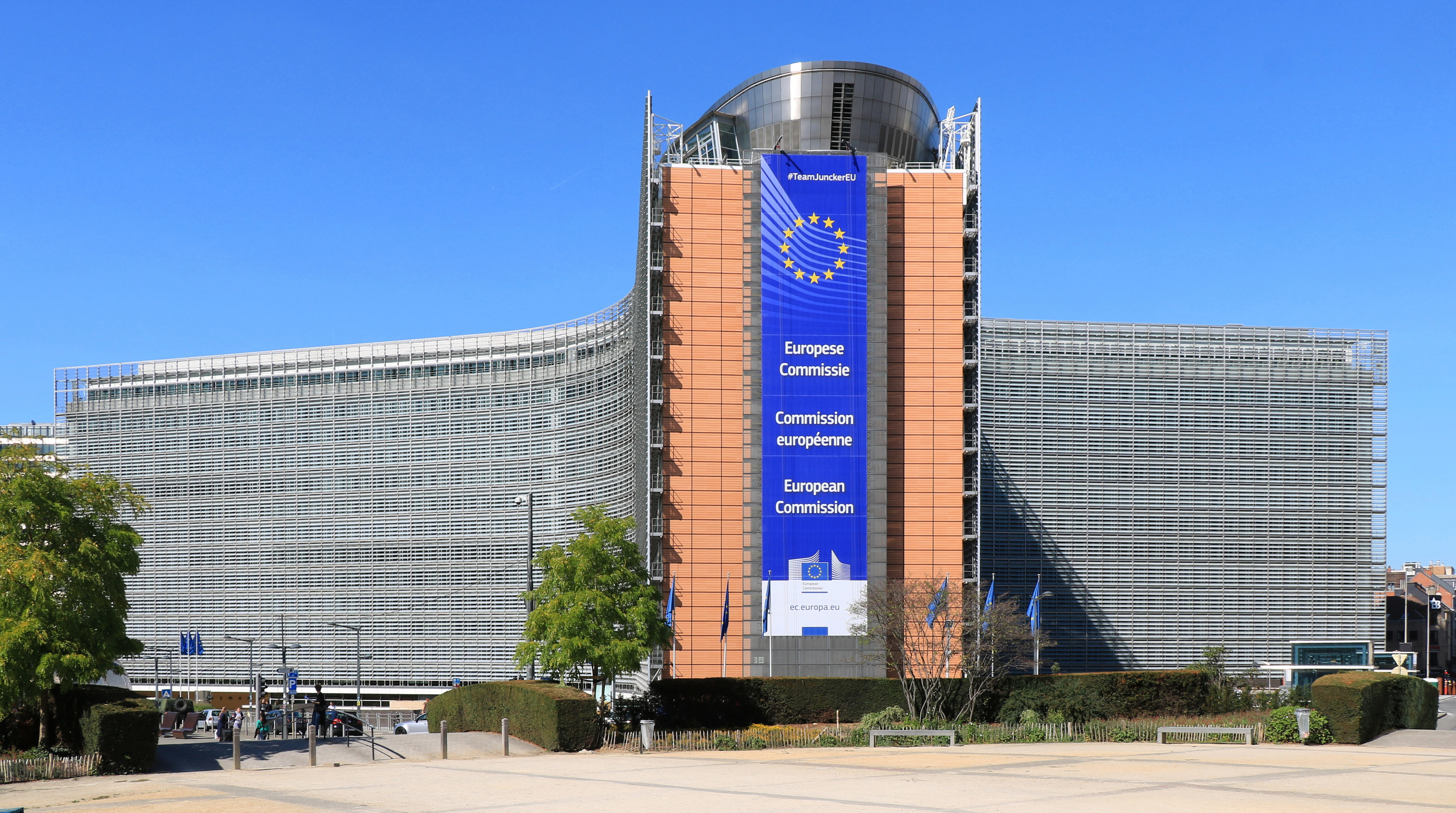
Die Europäische Kommission erlegte Microsoft mehrere Geldbußen auf

Nachdem 1998 das Softwareunternehmen Sun Microsystems gegen den Mitbewerber Microsoft Beschwerde bei der Europäischen Kommission eingelegt hatte, verhängte die Europäische Kommission unter Mario Monti nach vierjährigen Ermittlungen im März 2004 ein Bußgeld in Höhe von 497 Millionen Euro. Die Kommission sowie die Beschwerdeführer European Committee for Interoperable Systems (ECIS) und die Software and Information Industry Association hatten Microsoft vorgeworfen, seine marktbeherrschende Stellung beim PC-Betriebssystem Windows auf wettbewerbswidrige Weise zur Erlangung der Marktführerschaft im Servermarkt eingesetzt zu haben. Außerdem wurde erneut eine wettbewerbswidrige Bündelung des Betriebssystems mit Anwendungssoftware festgestellt. Die EU-Kommission forderte, der Konkurrenz bisher geheim gehaltene Schnittstelleninformationen für die Kommunikation mit Windows-Serversystemen zur Verfügung zu stellen und eine Windows-Version ohne Microsofts Media Player anzubieten. Microsoft bot in der Folge ein Windows ohne Media Player an, allerdings zum gleichen Preis wie die Version mit Media Player; daher fand die abgespeckte Version so gut wie keine Käufer. Am 12. Juli 2006 verhängte die EU-Kommission über Microsoft ein Bußgeld in Höhe von 280,5 Millionen Euro wegen Nichterfüllung der im März 2004 festgelegten Auflagen. Am 17. September 2007 wies ein Europäisches Gericht erster Instanz die Beschwerde von Microsoft gegen die Europäische Union zurück und erklärte die Strafzahlung in Höhe von 497 Millionen Euro für gerechtfertigt. Im Oktober 2007 sagte Microsoft zu, die wichtigsten Auflagen der Wettbewerbsbehörde zu erfüllen und verzichtete auf die Berufung gegen das Urteil; damit wurde der Rechtsstreit beendet.
Am 27. Februar 2008 verhängte die Kommission erneut ein Bußgeld in Höhe von 899 Millionen Euro, weil das Unternehmen die im Jahr 2004 gesetzten Auflagen, Schnittstelleninformationen für Konkurrenten offenzulegen, nicht erfüllt habe. Ende Juni 2012 bestätigte der Europäische Gerichtshof das Bußgeld, allerdings wurde die Summe auf 860 Millionen Euro herabgesetzt. Dabei handelt es sich um die höchste bis dahin von einem Gericht der Europäischen Union bestätigte gegen ein Unternehmen verhängte Strafe. Damit summierten sich die bisher geleisteten Strafzahlungen auf über 1,6 Milliarden Euro.
Wegen Verstoßes gegen das Kartellrecht belegte die Europäische Union am 6. März 2013 Microsoft erneut mit einer Geldbuße, diesmal in Höhe von 561 Millionen Euro. Die Kommission warf dem Konzern vor, es im Zeitraum von Mai 2011 bis Juli 2012 beim Betriebssystem Windows 7 versäumt zu haben, den Nutzern neben dem hauseigenen Internet Explorer auch Browser von Konkurrenten für das Surfen im Internet anzubieten. Auf diese Weise habe Microsoft seine marktbeherrschende Stellung ausgenutzt und Kunden zum Benutzen eigener Produkte gezwungen.

#### Weitere Prozesse
- Im Mai 2003 einigte sich Microsoft im Rechtsstreit um Netscape mit AOL Time Warner. Microsoft bezahlte in der Folge 750 Millionen US-Dollar.[145]
- Im Juli 2003 erfolgte mit der Zahlung von 26 Millionen US-Dollar an den Spiele-Eingabegerätehersteller Immersion die Beilegung des Streits um die Force-Feedback-Technik.
- Im Streit um das US-Patent Nr. 5.838.906 wurde Microsoft am 11. August 2003 zur Zahlung von rund 521 Millionen US-Dollar an das Software-Unternehmen Eolas Technologies verurteilt. Das von Microsofts Webbrowser Internet Explorer verletzte Patent ermöglicht den Zugang zu interaktiven Programmen, die auf Webseiten eingebettet sind.[146]
- Microsoft und Be Inc. einigten sich am 6. September 2003 außergerichtlich auf die Zahlung von 23,3 Millionen US-Dollar, worauf der Hersteller des Betriebssystems BeOS seine wegen Wettbewerbsverzerrung eingebrachte Klage gegen Microsoft zurückzog.
- Am 3. Oktober 2003 wurde gegen Microsoft eine Klage mit dem Vorwurf eingereicht, der Softwarehersteller begünstige die Verbreitung von Viren, Würmern und anderen Angreifern durch schlechte Sicherheitsmechanismen und seine Geschäftspraktiken, außerdem informiere Microsoft die Kunden nicht ausreichend über die Gefahren.
- Gegen Microsoft wurden mehr als 30 Klagen wegen Patentverletzungen eingereicht: Sun wegen Java, Intertrust wegen DRM-Technik, Burst.com wegen Streaming-Technologie. Im März 2005 zahlte Microsoft 60 Millionen US-Dollar Lizenzgebühren an Burst.com zur Beilegung des Patentrechtsstreits.
- Microsoft und Sun legten im April 2004 ihre juristischen Auseinandersetzungen bei, wobei Microsoft an Sun 700 Millionen US-Dollar für die Kartelldelikte und 900 Millionen für die Nutzung von Patenten bezahlt hat. Gleichzeitig kündigten beide Unternehmen eine breite Zusammenarbeit an.
- Gateway ließ im April 2005 gegen eine Zahlung von 150 Millionen Dollar alle kartellrechtlichen Ansprüche gegen Microsoft fallen.
- Nach rund 10-jährigem Rechtsstreit einigten sich Microsoft und IBM auf die Zahlung von 775 Millionen US-Dollar. Zusätzlich erhielt IBM eine Gutschrift über 75 Millionen für Microsoft-Software. Unter anderem wird Microsoft vorgeworfen, beim Kauf von Software die IBM Corporation zu benachteiligen.
- RealNetworks zog sich am 11. Oktober 2005 aus Kartellverfahren in der Europäischen Union und Südkorea sowie aus einer Klage in den USA zurück. Zuvor hatte Microsoft der Zahlung von 761 Millionen US-Dollar an den Netzwerk-Streaming-Spezialisten zugestimmt.
- 2007 wurde eine Sammelklage gegen Microsoft und das Handelsunternehmen Best Buy vom United States Court of Appeals for the Ninth Circuit in San Francisco – trotz Bedenken – auf Grundlage des RICO Act zugelassen. Die Klage war im April 2000 durch James Odom angestrengt worden, der beiden Unternehmen Betrug vorwarf, da sie bei Käufen über Kreditkarten Kundeninformationen austauschten, ohne die betreffenden Kunden darüber zu informieren. Microsoft hatte sich nach einer Investition von 200 Millionen US-Dollar in Best Buy verpflichtet, Werbung für dieses Unternehmen zu machen, im Gegenzug sollte der Händler Produkte von Microsoft bewerben.[147]
- Laut Heise online verurteilte im April 2009 ein Geschworenengericht in Rhode Island Microsoft dazu, Schadenersatz in Höhe von 388 Millionen US-Dollar zu zahlen. Nach Ansicht der Geschworenen in dem seit Oktober 2003 laufenden Prozess, verletzt das von Microsoft zur Lizenzierung von Windows XP und einigen Office-Produkten benutzte Verfahren ein Patent des Unternehmens Uniloc.[148] Inzwischen wurde das Urteil jedoch im Revisionsverfahren aufgehoben.[149]

## Steuervermeidung
Eine irische Tochtergesellschaft von Microsoft erzielte 2020 einen Gewinn von 315 Milliarden US-Dollar, zahlte jedoch keine Körperschaftssteuer, da sie für Steuerzwecke auf den Bermudas „angesiedelt“ sei, ergaben Recherchen des britischen Guardian. Der von Microsoft Round Island One erwirtschaftete Gewinn entspreche fast drei Viertel des irischen Bruttoinlandsprodukts – obwohl das Unternehmen keine Mitarbeiter habe. Die Tochtergesellschaft, die weltweit Lizenzgebühren für die Nutzung urheberrechtlich geschützter Microsoft-Software erhebt, erzielte danach im Geschäftsjahr 2019/2020 einen Jahresgewinn von 314,7 Milliarden US-Dollar.

## Filme
- Die Silicon Valley Story (1999)
- Die Microsoft-Story (2013)[151]
- Das Microsoft-Dilemma (2018)[152]